# Julius Dorpmüller

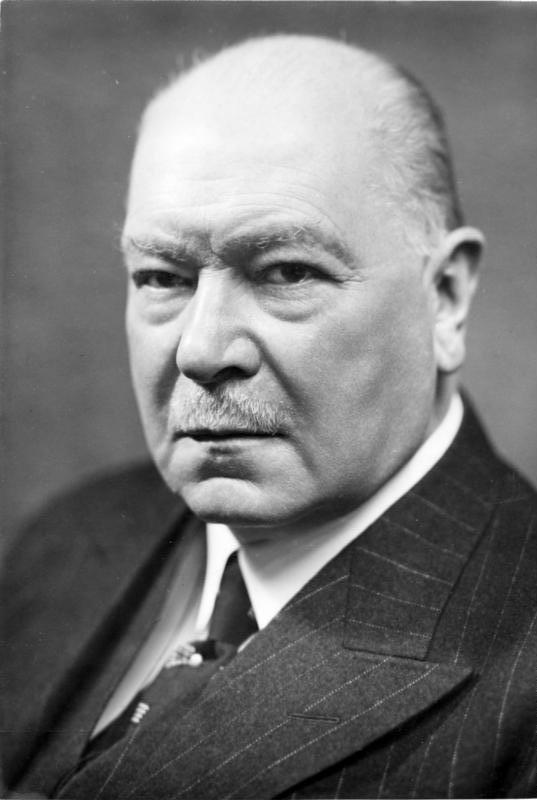
Julius Dorpmüller (1939)

Julius Heinrich Dorpmüller (* 24. Juli 1869 in Elberfeld (heute Stadtteil von Wuppertal); † 5. Juli 1945 in Malente-Gremsmühlen) war ein deutscher Eisenbahningenieur und Politiker. Von 1926 bis zu seinem Tod war er Generaldirektor der Deutschen Reichsbahn, ab 1937 zusätzlich Reichsverkehrsminister sowie kurzzeitig im Mai 1945 Reichspostminister.
Dorpmüller studierte an der Technischen Hochschule Aachen Eisenbahnbau und Straßenbau. Nach dem Studium begann er 1893 seine Laufbahn bei den Preußischen Staatseisenbahnen. In den Jahren vor dem Ersten Weltkrieg sammelte er in China Auslandserfahrungen und galt bald als international anerkannter Eisenbahnfachmann. 1920 wurde er in den Dienst der Deutschen Reichsbahn übernommen, wo er sehr rasch aufstieg und zu den Vorarbeiten und Beratungen für den Dawes-Plan herangezogen wurde. 1925, ein Jahr nach Gründung der Deutschen Reichsbahn-Gesellschaft, wurde er Stellvertreter des Generaldirektors Rudolf Oeser, dem er nach dessen Tod 1926 nachfolgte. Nach Hitlers Machtübernahme 1933 behielt er seinen Posten trotz anfänglicher vehementer Kritik von SA- und NSDAP-Mitgliedern. Dorpmüller konnte die innere Autonomie der Reichsbahn vor Eingriffen durch Parteiinstanzen bewahren, setzte aber dafür die nationalsozialistische Aufrüstungs- und Rassenpolitik in der Reichsbahn um. Ebenso forcierte er die Übernahme des Autobahnbaus durch die Reichsbahn. Ab 1937 war er in Personalunion zudem Reichsverkehrsminister.
Während des Zweiten Weltkriegs blieb Dorpmüller oberster Reichsbahner, trotz verschiedener Versuche, vor allem von Albert Speer, ihn abzulösen. Unter seiner Führung erreichte die Reichsbahn die größten Beförderungs- und Transportleistungen ihrer Geschichte. Zugleich sicherte sie unter Dorpmüller auch den Nachschub der Wehrmacht an allen Fronten des Krieges und war am Transport der Opfer des Holocaust in die Vernichtungslager beteiligt. Die westlichen Alliierten sahen den Reichsverkehrsminister eingedenk seines guten Rufs aus Vorkriegszeiten zunächst für die Leitung des Wiederaufbaus der Reichsbahn vor. Der bereits schwer kranke Dorpmüller starb aber kurz nach Kriegsende.
Die Vorstände der Deutschen Bundesbahn und viele Eisenbahner sahen in Dorpmüller noch Jahre nach dem Krieg vor allem den vorbildlichen Fachmann, dessen Andenken in Ehren gehalten wurde. Erst in den 1980er Jahren, als die Rolle der Reichsbahn und ihres Generaldirektors im Dritten Reich bei der Deportation von Juden aus Deutschland von Historikern zunehmend thematisiert und aufbereitet wurde, distanzierte sich die Bundesbahn von ihm.

## Leben

### Jugend und Ausbildung
Julius Dorpmüller wurde als ältester Sohn des Eisenbahn-Ingenieurs Heinrich Dorpmüller (1841–1918) und seiner Frau Maria Anna, geborene Raulff (1839–1890) in Elberfeld geboren. Sein Vater entstammte einer westfälischen Familie und war in Unna aufgewachsen. Er war im Jahr vor der Geburt seines ersten Sohnes in den Dienst der Preußischen Staatsbahnen getreten. Heinrich Dorpmüller gelang der Aufstieg bis zum Betriebsingenieur, zudem betätigte er sich als Erfinder verschiedener eisenbahntechnischer Hilfsmittel. Sein Dorpmüller-Gleismesser wurde 1882 vom Verein Deutscher Eisenbahn-Verwaltungen preisgekrönt und in der Folgezeit von vielen Verwaltungen eingesetzt.
Nach Julius kamen noch seine Geschwister Maria (1871–1966), Heinrich (1874–1935) und Ernst (1877–1958) zur Welt. Der Vater wurde 1871 nach Mönchengladbach und einige Jahre später nach Aachen versetzt. Julius Dorpmüller besuchte in beiden Städten die Schule, sein Abitur machte er 1888 am Kaiser-Karls-Gymnasium in Aachen. Im Anschluss daran studierte er von 1889 bis 1893 an der RWTH Aachen Eisenbahn- und Straßenbau. Auch seine Brüder studierten dort, sie traten später ebenfalls in den Eisenbahndienst. Alle drei Brüder gehörten dem Corps Delta Aachen an. Dorpmüller knüpfte in diesem Corps Verbindungen zu einigen seiner späteren Kollegen und Mitarbeiter, auch sein Vorgänger als Reichsverkehrsminister, Paul von Eltz-Rübenach, war zu dieser Zeit Mitglied des Corps.
Dorpmüller trat zur Fortsetzung seiner Ausbildung nach dem ersten Staatsexamen 1893 als Regierungsbauführer in den Dienst der Königlichen Eisenbahndirektion Köln. Er leistete von 1894 bis 1895 den Wehrdienst als Einjährig-Freiwilliger beim 5. Westfälischen Infanterie-Regiment Nr. 53 ab. 1897 beteiligte er sich an der Preisbewerbung für das Schinkelfest 1898 des Architekten- und Ingenieur-Vereins in Berlin als einer von 14 Ingenieuren an der Aufgabe für den Entwurf eines Seehafens an der Mündung eines der Ebbe und Flut unterworfenen Flusses. Seine Ausarbeitung wurde mit einer Schinkelmedaille prämiert und zugleich als Probearbeit für das zweite Staatsexamen (Assessor) angerechnet, das er im Sommer 1898 ablegte. Dorpmüller wechselte nach der Ernennung zum Regierungsbaumeister im Ingenieurfach zur Direktion Saarbrücken, wo er am 30. Dezember 1903 unter gleichzeitiger Ernennung zum Eisenbahn-Bau- und Betriebsinspektor in den planmäßigen Dienst übernommen wurde. Zu seinen Aufgaben gehörten unter anderem die Umbauplanungen für die Hauptbahnhöfe von Saarbrücken und Neunkirchen. Seine Vorgesetzten bescheinigten ihm 1905, „für jede leitende Stellung hervorragend geeignet“ zu sein.
Dorpmüller ließ sich 1907 beurlauben und trat als Vorstand des technischen Büros in den Dienst der chinesischen Schantung-Eisenbahn in Tsingtau. Er wurde 1908 deutscher Chefingenieur des durch deutsche und englische Anleihen finanzierten Baus der Kaiserlich Chinesischen Staatseisenbahn Tientsin–Pukow, die im November 1912 mit der Fertigstellung der Luokou-Eisenbahnbrücke, der ersten Eisenbahnbrücke über den Gelben Fluss durch das MAN-Werk Gustavsburg, vollständig in Betrieb ging. Dorpmüller leitete seit 1912 den Betrieb dieser Bahn. Der Preußische König verlieh ihm 1910 während seines Aufenthalts in Tientsin den Charakter als Baurat.
Der Erste Weltkrieg unterbrach die Verbindungen nach Deutschland. Dorpmüller konnte seine Tätigkeit zunächst fortsetzen. 1917 wurde er auf Grund der Kriegserklärung Chinas gegenüber dem Deutschen Reich seines Dienstes enthoben und kehrte 1918 als holländischer Missionar verkleidet über die Mandschurei und die Transsibirische Eisenbahn nach Europa zurück. Nach seiner Rückkehr im Mai 1918 meldete er sich bei den deutschen Eisenbahntruppen in Berlin. Er wurde mit dem Balkanzug nach Bukarest beordert und diente als Teil der Deutschen Kaukasus-Truppe unter General Kreß von Kressenstein in Georgien. Dorpmüller war dort im Feldbahnwesen bei der Organisation der transkaukasischen Eisenbahnen tätig.

### Aufstieg zum Reichsbahn-Generaldirektor

Bekanntgabe der Ernennung von Dorpmüller zum Präsidenten der Reichsbahn-Gesellschaft

Noch vor Ende des Ersten Weltkriegs wurde Dorpmüller im Juli 1918 in Saarbrücken unter Ernennung zum Regierungs- und Baurat die planmäßige Stelle als Mitglied des Eisenbahnzentralamts und der dortigen Eisenbahndirektion verliehen. Ab Januar 1919 war er bautechnischer Streckendezernent der Eisenbahndirektion Stettin. Bereits zum 23. Dezember 1919 ging er bei gleichzeitiger Ernennung durch die Preußische Staatsregierung zum Oberbaurat im Rang eines Oberregierungsrats zur Direktion Essen. Überlegungen, als Berater für Krupp zurück nach China zu gehen, musste er beenden, nachdem Krupp den avisierten Auftrag für den Wiederaufbau der im Krieg zerstörten Eisenbahnbrücke über den Gelben Fluss nicht bekam. Als Teil der Länderbahnen gingen die Preußischen Staatsbahnen zum 1. April 1920 in der neugegründeten Deutschen Reichsbahn auf, in deren Dienst Dorpmüller übernommen wurde. Im Folgejahr war er deutscher Vertreter in Verhandlungen mit der Reparationskommission über die finanzielle Bewertung des nach dem Waffenstillstand an die Alliierten übergebenen Rollmaterials.
Reichsverkehrsminister Wilhelm Groener ernannte Dorpmüller am 23. Mai 1922 zum Präsidenten der Reichsbahndirektion Oppeln. Dorpmüller war damit in der Zeit nach Ende der Aufstände in Oberschlesien und der neuen Grenzziehung zwischen dem Deutschen Reich und Polen dafür verantwortlich, die neugegründete Direktion zu organisieren und das durch die Grenzziehung geteilte Schienennetz der früheren Eisenbahndirektion Kattowitz auf die geänderten Anforderungen im wichtigen oberschlesischen Industriegebiet anzupassen. Ebenso sollte er entsprechend der konservativen Einstellung der Reichsbahnführung die seit 1918 eingeführte Mitbestimmung des Reichsbahnpersonals möglichst minimieren. Dorpmüller zeigte sich diesen Aufgaben gewachsen, machte sich aber auch frühzeitig die Eisenbahngewerkschaften zum Feind.
In Vorbereitung des Dawes-Plans sandte der neue Verkehrsminister Rudolf Oeser Dorpmüller im Mai 1924 als Sachverständigen zur Londoner Konferenz. Ebenso war er im Anschluss daran an den Beratungen zum neuen Reichsbahngesetz beteiligt, mit dem die Deutsche Reichsbahn in eine Aktiengesellschaft mit dem Namen „Deutsche Reichsbahn-Gesellschaft“ umgewandelt wurde. Diese Gesellschaft sollte aus ihren Gewinnen die Reparationen bezahlen, zu denen das Reich im Vertrag von Versailles verpflichtet worden war. Als Aktiengesellschaft sollte die Reichsbahn wirtschaftlich und weitgehend unabhängig von politischen Einflüssen agieren. Mitspracherechte des Reichs als Eigentümer bestanden lediglich über den Reichsbahn-Verwaltungsrat, in dem aber auch Vertreter der Siegermächte und der Wirtschaft saßen. Der Dawes-Plan und die auf deutscher Seite an ihm beteiligten Politiker und Fachleute wurden von den Völkischen wie den Nationalsozialisten heftig attackiert. Auch Dorpmüller wurde als Vertreter der „Dawesbahn“ von Nationalsozialisten wie Gottfried Feder oder Hans Buchner, einem Wirtschaftsredakteur des Völkischen Beobachters, angegriffen.
Ab 1. Oktober 1924 war Dorpmüller Präsident der Reichsbahndirektion Essen, wo er vor allem mit den Folgen der belgisch-französischen Ruhrbesetzung zu tun hatte. Bedingt durch die Besetzung hatte die Direktion ihren Sitz zu diesem Zeitpunkt in Hamm. Entsprechend den Beschlüssen der Londoner Konferenz endete der Regiebetrieb nach Inkrafttreten des Dawes-Plans schrittweise bis zum 16. November 1924, und die Eisenbahnen im Ruhrgebiet gingen nach fast zweijähriger Unterbrechung wieder in deutschen Betrieb über. Diese schwierige Aufgabe bewältigte Dorpmüller ausgesprochen erfolgreich und empfahl sich damit für höhere Funktionen.
Auf Wunsch des schwerkranken, seit September 1924 amtierenden Generaldirektors und früheren Reichsverkehrsministers Rudolf Oeser schuf der Verwaltungsrat der Deutschen Reichsbahn-Gesellschaft 1925 die Stelle eines ständigen Vertreters des Generaldirektors. Dorpmüller wurde am 1. Juli 1925 auf diesen Posten berufen, die Bestätigung durch Reichspräsident Paul von Hindenburg folgte bereits am 3. Juli 1925. Aufgrund der krankheitsbedingt häufigen Abwesenheit Oesers leitete Dorpmüller die Reichsbahn bald de facto alleine. Am 10. Dezember 1925 verlieh ihm die Technische Hochschule Aachen auf Antrag der Fakultät für Bauwesen in Anerkennung seiner Verdienste um das Eisenbahnwesen und das Ansehen deutscher Technik und deren Exportmöglichkeiten ins Ausland die Würde eines Dr.-Ing. e. h. Bereits nach der Ernennung zum Stellvertreter war er nach Berlin gezogen. Dorpmüller war Junggeselle, seine Schwester Maria führte ihm den Haushalt.
Am 4. Juni 1926, bereits einen Tag nach dem Tod seines Vorgängers Rudolf Oeser, wurde er vom Verwaltungsrat der Deutschen Reichsbahn-Gesellschaft zum Generaldirektor gewählt. Diese schnelle Wahl rief vor allem bei den Gewerkschaften Kritik hervor, weil Dorpmüller in Oppeln rigide mit den Mitbestimmungsrechten umgegangen war und zudem als „Mann der Großindustrie“ galt. Die Reichsregierung selbst hatte den früheren Reichskanzler Hans Luther und Reichsverkehrsminister Rudolf Krohne in Erwägung gezogen. Im Reichstag traf die rasche, als pietätlos empfundene Vorgehensweise auf heftige Kritik. Die Reichsregierung fühlte sich ebenfalls übergangen und sah ihren Einfluss auf die Reichsbahn gefährdet. Reichsaußenminister Gustav Stresemann beurteilte Dorpmüller als ungeeignet, nachdem dieser in einer Rede vor dem Reichsverband der Deutschen Industrie (RDI) behauptet hatte, dass die Gütertarife der Reichsbahn ohne den Dawes-Plan um 27 % gesenkt werden könnten. Stresemann sah damit seine Erfüllungspolitik gefährdet. Betrieben worden war die Ernennung Dorpmüllers tatsächlich vor allem von Industrievertretern im Verwaltungsrat, neben dem Vorsitzenden Carl Friedrich von Siemens vor allem von Paul Silverberg, einem Vertreter der rheinischen Braunkohlenindustrie, und dem Stahlindustriellen Peter Klöckner. Auch der der Ministerialbürokratie entstammende einflussreiche Verwaltungsrats-Vize Karl von Stieler wollte unbedingt einen Politiker als Generaldirektor vermeiden. Aufgrund dieser öffentlichen Diskussion verzögerte Minister Krohne die Vorlage der Bestätigung beim Reichspräsidenten. Hindenburg wollte das Personalproblem gelöst haben und übte Druck auf die Reichsregierung aus. Sein Staatssekretär Otto Meissner entwarf gemeinsam mit Siemens und Krohne schließlich eine Vereinbarung, die künftig wenigstens die Benennung des stellvertretenden Generaldirektors durch den Reichspräsidenten sowie frühzeitige Konsultationen bei einer künftigen Auswahl des Generaldirektors vorsah. Dorpmüllers Rede beim RDI wurde als künftig nicht mehr vorkommender Irrtum bezeichnet. Der neue Generaldirektor wurde auf dieser Basis schließlich am 19. Oktober 1926 von Hindenburg bestätigt. Der Verwaltungsrat bestätigte Dorpmüller in den Folgejahren mehrfach in seinem Amt, zuletzt 1935.
Zur Kritik an Dorpmüllers Ernennung trug eine Serie von Unfällen im Sommer 1926 bei, die sowohl bei rechter wie linker Presse Zweifel an der Betriebssicherheit aufkommen ließen. Spektakulär war neben dem Eisenbahnunfall von Langenbach vor allem das Eisenbahn-Attentat bei Leiferde mit 21 Toten. Nachdem ein anonymer Brief zunächst auf einen Racheakt eines entlassenen Reichsbahners hindeutete, schrieb Die Rote Fahne, das Parteiblatt der KPD, von einem „Lügenrekord der Dorpmüller-Presse“.

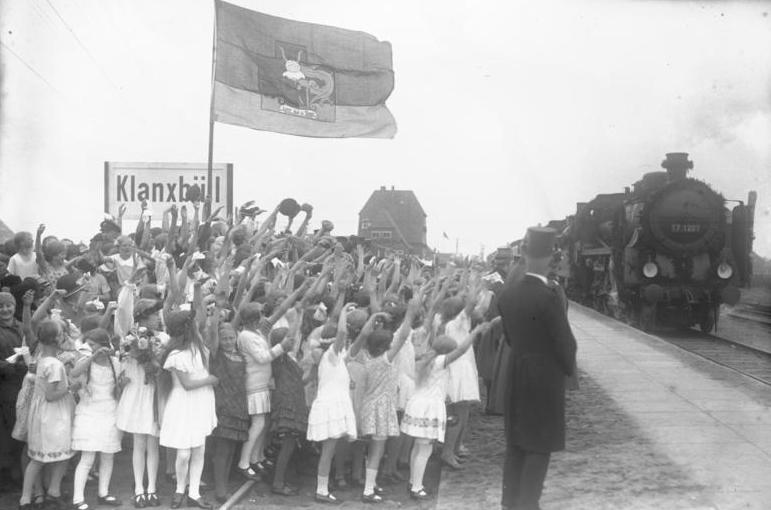
Eröffnung des Hindenburgdamms 1927

Als Generaldirektor verstand es Dorpmüller, sich mit fähigen Mitarbeitern zu umgeben, denen er auch große Handlungsspielräume gab. Sein Pressechef Hans Baumann entwickelte neue Ideen zur Verkehrswerbung, so den von Jupp Wiertz gestalteten „Reichsbahn-Kalender“. Der Dezernent für den Reisezugfahrplan, Alfred Baumgarten, entwickelte mit dem erstmals 1927 erschienenen Kursbuch ein wesentliches Medium für den Verkauf der Beförderungsleistungen. Als obersten Betriebsleiter der Reichsbahn setzte er Max Leibbrand ein, der sich mit der Einführung des „Fliegenden Hamburgers“ verdient machte.
Reichspräsident Hindenburg, der an Dorpmüllers Ernennung mitgewirkt hatte, wusste die Benennung des Hindenburgdamms zu schätzen und hielt in den Folgejahren engen Kontakt zum neuen Generaldirektor, der des Öfteren in der Präsidentenloge der Berliner Staatsoper Unter den Linden zu Gast war. Auch sonst frequentierte Dorpmüller rege das Berliner Gesellschaftsleben und erwarb sich einen gewissen Ruf als trinkfester Unterhalter. Intern setzte Dorpmüller vor allem auf Rationalisierung und Modernisierung der Reichsbahn, was auch mit Personalabbau einherging. Zählten die Staatsbahnen 1918 noch gut eine Million Beschäftigte, so ging diese Zahl bis 1927 auf rund 710.000 zurück. Ebenso wurde die Zahl der Reichsbahndirektionen reduziert. Gegen den heftigen Widerstand der betroffenen Länder verloren 1930 Würzburg und 1931 Magdeburg ihre Direktionen. Dagegen gelang es Dorpmüller nicht, die Gruppenverwaltung Bayern aufzulösen, die sich Bayern bei Zusammenführung der Länderbahnen als gesonderte Zwischeninstanz gesichert hatte. Der wirtschaftliche Aufschwung in der zweiten Hälfte der 1920er Jahre ermöglichte es Dorpmüller, sowohl die Reparationsverpflichtungen des Dawes-Plans zu erfüllen als auch spürbare Schritte zur Modernisierung der Reichsbahn zu unternehmen. Trotz aller Kritik versagten ihm schließlich die Eisenbahner und ihre Gewerkschaften nicht den Respekt: Eine Gewerkschaftszeitung schrieb zu seinem 60. Geburtstag: „Für die Eisenbahner ist Dorpmüller ein Mann vom Fach, der die Welt gesehen hat und der auch weiß, wie eine Eisenbahn gebaut werden muß.“ Vor allem rechte Kräfte schmähten ihn dagegen weiter als Gehilfen der „Erfüllungspolitiker“. Sie kritisierten auch sein Gehalt, das mit 122.000 Reichsmark weit über dem des Verkehrsministers mit 35.000 Reichsmark lag, so etwa Adolf Hitler in einer Rede auf einer NSDAP-Veranstaltung am 3. Juni 1927. Dorpmüller trat unbeschadet der Kritik im In- und Ausland vielfach als Repräsentant der Reichsbahn auf, unter anderem bei Besuchen ausländischer Bahnverwaltungen oder als Gastgeber der zweiten Weltkraftkonferenz 1930 in Berlin. Der Reichsbahn-Generaldirektor sprach fließend Englisch und Französisch und hatte umfangreiche internationale Kontakte. Der Völkerbund machte ihn daher 1931 zum Vorsitzenden einer Kommission für öffentliche Arbeiten mit internationaler Bedeutung.

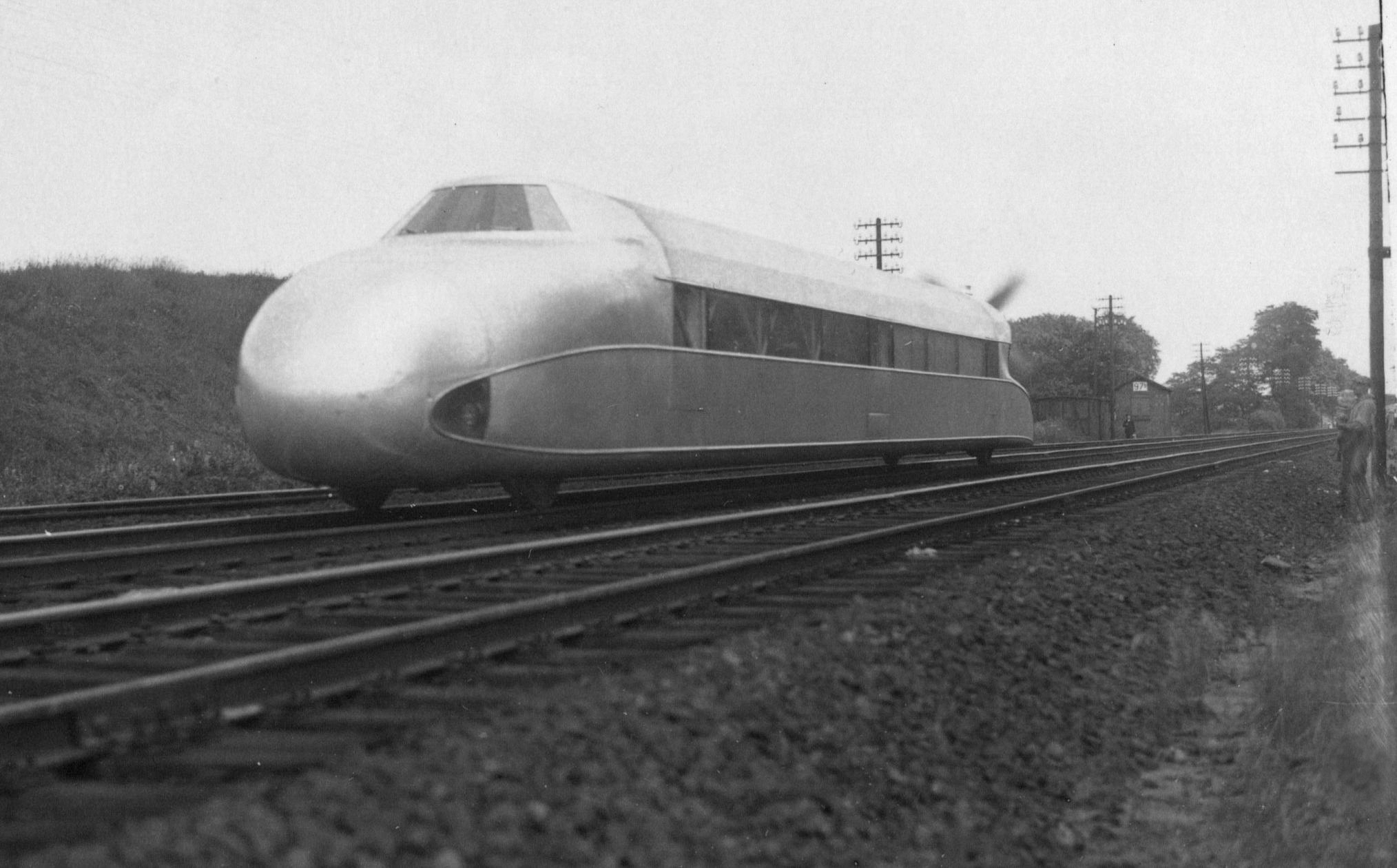
Der Schienenzeppelin

Exemplarisch für die begrenzten Möglichkeiten unter den Rahmenbedingungen des Dawes-Plans sind die zögerlichen Fortschritte bei der Elektrifizierung des Reichsbahnnetzes. Dorpmüller, der für technische Experimente wie die Hochdrucklokomotive H 02 1001 oder den Schienenzeppelin – mit dem er am 14. Oktober 1930 selbst eine Fahrt machte – durchaus offen war, sah sehr große wirtschaftliche Vorteile in der möglichen Reduzierung von Betriebs- und Personalkosten. Es war der Reichsbahn aber nicht möglich, die erforderlichen hohen Anfangsinvestitionen im gewünschten Umfang aufzubringen. Der Anteil des elektrisch betriebenen Netzes blieb deshalb bis zum Zweiten Weltkrieg gegenüber vielen europäischen Ländern wie Italien, Frankreich oder der Schweiz vergleichsweise klein.

### Die Weltwirtschaftskrise und der Schenker-Vertrag

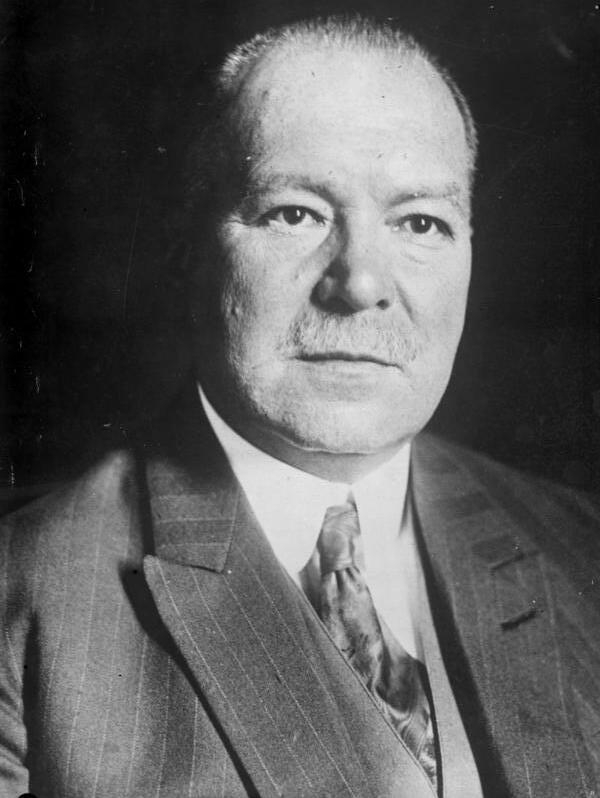
Julius Dorpmüller, 1932

Ab 1930 sanken aufgrund der Weltwirtschaftskrise die Beförderungsleistungen der Reichsbahn rapide. 1932 machte die Reichsbahn erstmals Verluste. Einen Ausweg aus dieser Krise sah die Reichsbahnführung neben der generell erforderlichen Belebung der Wirtschaft in der Bekämpfung der in den 1920er Jahren entstandenen Konkurrenz des Straßenverkehrs. Vor allem der Güterverkehr per Lkw machte der Reichsbahn bereits vor der Weltwirtschaftskrise als Konkurrent zu schaffen. Dorpmüller bezifferte 1930 die Einnahmeverluste durch den Lkw-Verkehr auf rund 250 Mio. Reichsmark. Er forderte gesetzliche Maßnahmen zum Schutz der Reichsbahn, vor allem durch verschärfte Konzessionsbestimmungen für Lkw-Speditionen und eine Erhöhung der Kfz-Steuer. Insbesondere wandte sich Dorpmüller gegen eine Unterbietung der Eisenbahntarife durch Fuhrunternehmen. Die Regierung hatte zwar die Benzin- und Benzolsteuer leicht erhöht, Dorpmüller sah dies aber als unzureichend an.
Zugleich ging Dorpmüller auch auf anderen Wegen gegen die Straßenkonkurrenz vor. Die Reichsbahn hatte bereits seit 1925 enge Beziehungen zur Spedition Schenker aufgenommen und ihr ein Darlehen in Höhe von 17 Millionen Reichsmark gewährt. Im Februar 1931 schlossen Schenker und die Reichsbahn den sogenannten „Schenker-Vertrag“ ab, der der Firma Schenker das Monopol als Rollfuhrunternehmer für den An- und Abtransport von Stück- und Expressgut an den deutschen Bahnhöfen gab. Sie konnte dieses Monopol selber wahrnehmen oder an örtliche Unternehmen weitergeben. Da angesichts des damaligen Straßennetzes und des technischen Entwicklungsstands bei Lastkraftwagen der Güterfernverkehr fast ausschließlich über die Schiene abgewickelt wurde, hatte die Reichsbahn hier die Möglichkeit, das Speditionsgewerbe empfindlich zu treffen. Über die Tarifgestaltung, so ihr Ziel, konnte sie sich zusammen mit dem Vertrag quasi ein halbstaatliches Monopol auch im Straßenverkehr sichern. Insgeheim hatte die Reichsbahn zudem die Firma Schenker bereits im Januar 1931 aufgekauft. Gegenüber der Öffentlichkeit betonte Dorpmüller, dass der Vertrag vor allem die Transportkosten der deutschen Wirtschaft senken solle. Die Kritik von Speditionen, Handelskammern und Reichstagsabgeordneten war erheblich, viele Unternehmen befürchteten ihren Ruin.
Am 18. Februar 1931 musste der Generaldirektor dem Reichskabinett Rede und Antwort stehen. Er informierte Reichskanzler Heinrich Brüning und die Minister über den Vertrag und den Kauf der Firma Schenker. Das Kabinett fühlte sich durch die Reichsbahn brüskiert, Reichsverkehrsminister Theodor von Guérard war von Dorpmüller – anders als der Reichsbahn-Verwaltungsrat – zuvor nicht informiert worden. Guérard warf Dorpmüller Täuschung vor, der Kaufvertrag sei durch die Reichsregierung zu genehmigen gewesen. Der Rollfuhrvertrag mit Schenker sei lediglich ein Scheinvertrag zur Irreführung der Öffentlichkeit. Dorpmüller konnte in der Sitzung dennoch das Kabinett davon überzeugen, den Kaufvertrag weiter geheim zu halten.
Letztlich musste die Reichsbahn den Schenker-Vertrag für andere Fuhrunternehmen öffnen. Diese konnten zu den gleichen Konditionen dem Vertrag beitreten. Dorpmüller bat zudem in einem veröffentlichten Schriftwechsel um die Genehmigung des Schenker-Vertrags. Der Verwaltungsrat unter Carl Friedrich von Siemens suchte zugleich in einem vertraulichen Schriftwechsel bei der Reichsregierung um die Genehmigung des Schenker-Kaufs nach. Parallel dazu verabschiedete die Reichsregierung eine neue Verordnung, die alle Güterfernverkehre über 50 Kilometer Entfernung genehmigungspflichtig machte, die Reichsbahn musste allerdings auf bestimmte Niedrigtarife zur Unterbietung des Lkw-Verkehrs verzichten. In der Folge zeigte sich, dass die Speditionen die Neuregelungen kreativ umgehen konnten, beispielsweise durch Ausweisung als Werkfernverkehr.
Brüning schätzte den Reichsbahn-Generaldirektor sehr und zog ihn als Verkehrsminister für sein zweites Kabinett in Betracht. Aufgrund des Schenker-Vertrags und der öffentlichen Diskussion verzichtete er darauf und ernannte Gottfried Treviranus zum Reichsverkehrsminister. Diesem blieb es dann vorbehalten, den geänderten Schenker-Vertrag am 6. Dezember 1931 zu genehmigen, nachdem auch das Speditionsgewerbe seine Zustimmung signalisiert hatte. Im März 1932 trat der neue Vertrag in Kraft. Eine dauerhafte Lösung des Konflikts zwischen Schiene und Straße, wie von Dorpmüller erhofft, brachte der Vertrag aber nicht.

### Im Dritten Reich bis zum Kriegsbeginn

#### Dorpmüller als umstrittener Generaldirektor

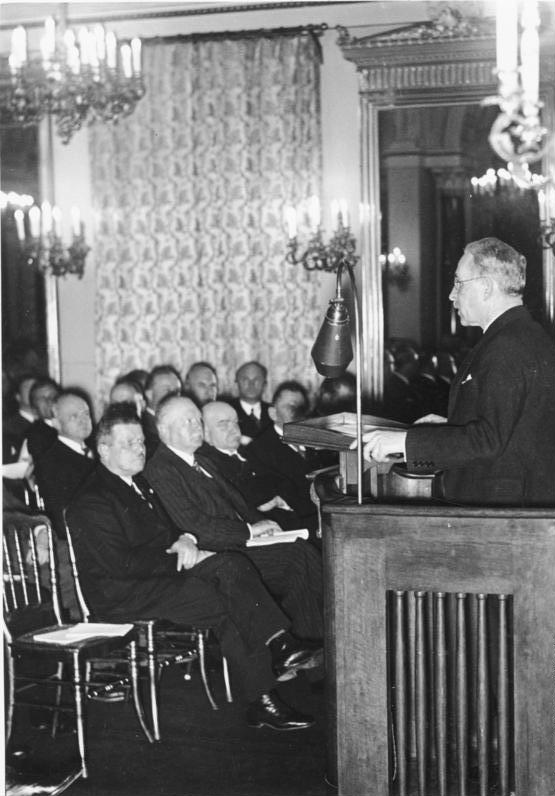
Dorpmüller im Publikum bei einer Rede von Reichsverkehrs- und ‑postminister Paul von Eltz-Rübenach um 1935/1936

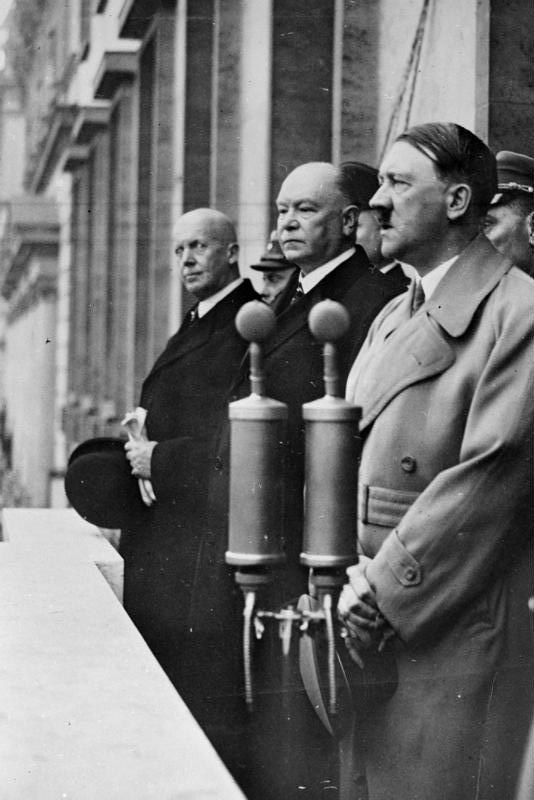
Dorpmüller mit Lammers und Hitler am 4. Februar 1937 auf dem Balkon der Reichskanzlei bei einer Kundgebung nach seiner Ernennung zum Reichsverkehrsminister am 2. Februar 1937

In der Zeit des Nationalsozialismus stieg der bis 1941 parteilose Dorpmüller am 2. Februar 1937 zum Reichsverkehrsminister auf. Danach hatte es nach der Machtergreifung Hitlers zunächst nicht ausgesehen. Bereits kurz nach Regierungsantritt Hitlers hatten sich die Verbände von Fuhrunternehmen und Speditionen beim neuen Reichskanzler über den Schenker-Vertrag beschwert und dessen Rücknahme verlangt. Dorpmüller konnte Hitler im März 1933 davon überzeugen, den Vertrag beizubehalten. Ein von Dorpmüller erbetenes Monopol für den Straßengüterverkehr lehnte Hitler dagegen ab.
Kritischer für Dorpmüller war die seit Jahren von NSDAP-Vertretern geäußerte Kritik gegenüber der Reichsbahn und ihm als Generaldirektor. Als weitgehend unabhängig vom Willen der Reichsregierung agierendes Unternehmen war die Deutsche Reichsbahn-Gesellschaft vielen Wünschen nach Arbeitsbeschaffungsmaßnahmen, Sondertarifen und sonstigen Vergünstigungen nicht nachgekommen. Die „NS-Fachschaft Reichsbahn“ hatte diese „Industriehörigkeit“ und „Erfüllungspolitik“ vielfach kritisiert. Ein Dorn im Auge war den Nationalsozialisten zudem die Beschäftigung von Juden bei der Reichsbahn und ihren Tochterunternehmen. Dorpmüller hatte vor 1933 seine Mitarbeiter ausschließlich nach fachlichen Kriterien ausgewählt, mit Ludwig Homberger, einem international anerkannten Finanzfachmann, gehörte ein getaufter Jude dem Reichsbahnvorstand an. Der Leiter des Reichsbahn-Zentralamts für Einkauf, Ernst Spiro war ebenso Jude wie der Reisezugfahrplandezernent Alfred Baumgarten und Marcell Holzer, der Direktor und frühere Mitinhaber der Spedition Schenker.
Die NSDAP-Mitglieder bei der Reichsbahn, die überwiegend in den mittleren und unteren Dienstgraden zu finden waren, wurden sehr bald gegen Dorpmüller aktiv. Bereits im März 1933 übergab die NS-Fachschaft in der Reichskanzlei eine Eingabe, in der unter anderem die Entfernung aller Juden aus der Reichsbahn-Hauptverwaltung und die Überprüfung der Direktorengehälter verlangt wurde. Der Reichsbahn-Architekt Richard Brademann, seit 1931 NSDAP-Mitglied, reichte eine Liste aller angeblich jüdischen Mitarbeiter nach. Am 6. April 1933 besetzte sogar ein SA-Trupp kurzzeitig die Hauptverwaltung in der Berliner Voßstraße, wiederholte die Forderungen und verlangte den Rücktritt des Verwaltungsrats.
Dorpmüller, dessen nationalkonservative, noch im Kaiserreich wurzelnde politische Einstellung in der Weimarer Republik bekannt war, hatte allerdings Rückhalt bei Reichspräsident Hindenburg. Wie viele Vertreter der konservativen Eliten stellte er sich zudem rasch auf die neuen Verhältnisse ein und suchte gezielt die Allianz mit „gemäßigten“ Nationalsozialisten. Die bewusst unpolitische Ausrichtung der Reichsbahn und vieler Eisenbahner als ein dem ganzen Volk dienendes Unternehmen – unbeschadet der wirtschaftlichen Zielsetzungen unter den Rahmenbedingungen des Dawes-Vertrags – trug zu dieser raschen Anpassung bei. Formal blieb die Organisationsform gemäß diesem völkerrechtlich bindenden Vertrag noch bis 1937 bestehen, aber ähnlich wie die Weimarer Verfassung wurde sie faktisch durch die vollständige politische Kontrolle seitens des nationalsozialistischen Regimes außer Kraft gesetzt. Mit einem Aufruf an die Eisenbahner anlässlich der Verabschiedung des Ermächtigungsgesetzes stellte sich Dorpmüller bereits am 24. März 1933 vorbehaltlos auf die Seite der „nationalen Regierung“.
Die Kritik der radikaleren Nationalsozialisten an Dorpmüller war damit nicht zu besänftigen. Der Generaldirektor wandte sich daher an Hitler und Verkehrsminister Paul von Eltz-Rübenach. Hitler, der auf ein funktionierendes Verkehrssystem angewiesen war und Ruhe in diesem Bereich haben wollte, beauftragte im Mai 1933 den SA-Führer Rolf Reiner mit der Bildung eines „Führerstabs der NSDAP bei der Reichsbahn“, der die erhobenen Vorwürfe gegen Dorpmüller und die Reichsbahnleitung untersuchen sowie Ruhe herstellen sollte. Der NS-Fachschaft wurden weitere Aktivitäten gegen die Reichsbahnführung zunächst untersagt. Der Groll gegen Dorpmüller saß bei den NS-Reichsbahnern dennoch tief, trotz Verbots versammelten sich beispielsweise am 21. Juni 1933 tausende Reichsbahner vor dem Verkehrsmuseum Nürnberg zu einer Demonstration, auf der Parolen wie „Fort mit Dorpmüller“, „Hinaus mit den Juden“ und „Wir beziehen 18 Mk Wochenlohn, Dorpmüller 100000 Mk“ zu lesen waren. In Berlin reagierten nationalsozialistische Eisenbahner auf die Mitteilung, dass Reiner gemeinsam mit Dorpmüller und Carl Friedrich von Siemens die „Gleichschaltung“ des Verwaltungsrats „in Aussicht“ genommen habe, mit spontanen Demonstrationen in der Voßstraße vor dem Sitz der Hauptverwaltung. Hitler musste die Führer der NS-Fachschaft in der benachbarten Reichskanzlei empfangen und beruhigen.
Dorpmüller schaffte es schließlich, Hitlers Unterstützung für seinen Verbleib im Amt zu gewinnen. Nicht nur der Rückhalt bei Hindenburg und Eltz-Rübenach trug dazu bei, auch Dorpmüllers Bereitschaft, der Erwartungshaltung des Regimes gerecht zu werden, hatte dafür den Boden bereitet. Auf der Leitungsebene und im Verwaltungsrat wurden nun missliebige Mitglieder abgelöst oder entlassen und durch linientreue Nationalsozialisten ersetzt. Dorpmüller trennte sich rasch von fast allen „nichtarischen“ oder den neuen Machthabern auf andere Weise nicht genehmen Mitarbeitern. Bereits im Mai 1933 beförderte er den seit 1931 der NSDAP angehörenden Wilhelm Kleinmann von seinem bisherigen Posten als Leiter der Oberbetriebsleitung West zum Präsidenten der Reichsbahndirektion Köln. Auch in Mainz, Erfurt und Regensburg rückten Eisenbahner mit NSDAP-Parteibuch an die Spitze der Direktionen. Der bisherige Vertreter des Generaldirektors und Personalvorstand Wilhelm Weirauch, der aufgrund des Personalabbaus während der Weltwirtschaftskrise besonders in der Kritik stand, wurde am 25. Juli 1933 durch Kleinmann abgelöst. Dorpmüller schlug noch weitere Parteigenossen vor, konnte sich aber im konservativ dominierten Verwaltungsrat nicht mit allen Personalvorschlägen durchsetzen. In Zusammenarbeit mit dem ostentativ in SA-Uniform auftretenden Kleinmann, dessen fachliche Kompetenz nicht bezweifelt wurde, gelang dem Reichsbahn-Chef in den Folgemonaten eine Beruhigung der Lage. Nicht zuletzt die rasche Bereitschaft Dorpmüllers, mit der Reichsbahn den Bau der Reichsautobahnen zu übernehmen, trug dazu bei, seine Position im für den Nationalsozialismus typischen polykratischen Herrschaftsgeflecht zu stabilisieren. Nach dem Tod Hindenburgs am 2. August 1934, an dessen Beisetzung im Tannenberg-Denkmal er teilnahm, rief Dorpmüller die Eisenbahner zur Zustimmung in der anschließenden Volksabstimmung zur Zusammenlegung der Ämter des Reichskanzlers und des Reichspräsidenten auf und vereidigte die Beamten der Reichsbahn-Hauptverwaltung auf Hitler als „Führer und Reichskanzler“. Im September 1934 konnte Dorpmüller nach Intervention bei Eltz-Rübenach und Martin Bormann schließlich die Zustimmung von Rudolf Heß zur Auflösung des Führerstabs erreichen. Er hatte die innere Autonomie und alleinige fachliche Verantwortung der Reichsbahn letztlich verteidigt, dafür aber akzeptiert, dass die Reichsbahn die nationalsozialistische Ideologie und die Politik des Dritten Reichs umstandslos umsetzte und vertrat. Dieser Kompromiss sollte bis zum Ende des Dritten Reichs 1945 andauern.

#### Umsetzung der nationalsozialistischen Politik bei der Reichsbahn
Zu den ersten Schritten im Sinne einer nationalsozialistischen Politik gehörte die Entfernung aller „Nichtarier“ aus dem Dienst der Reichsbahn. Zwar war die Reichsbahn, die bis 1937 formell keine Reichsbehörde war, nicht dazu verpflichtet, das im April 1933 erlassene Gesetz zur Wiederherstellung des Berufsbeamtentums anzuwenden. Sie tat es unter Dorpmüllers Führung dennoch. Lediglich bereits vor 1914 beschäftigte Beamte blieben zunächst verschont, auch das Frontkämpferprivileg wandte die Reichsbahn an. Persönliche Mitarbeiter Dorpmüllers wie etwa sein Pressechef Hans Baumann und höhere Beamte der Hauptverwaltung wie etwa Alfred Baumgarten und Ernst Spiro wurden zügig auf nachrangige Posten versetzt, entlassen, oder „auf eigenen Wunsch“ in den Ruhestand versetzt, auch wenn sie die Bedingungen des Berufsbeamtengesetzes erfüllten. Eine Ausnahme unter den „nichtarischen“ höheren Reichsbahnern war lediglich Ludwig Homberger, dessen Fachkenntnis selbst der neue stellvertretende Generaldirektor Kleinmann zunächst noch als unentbehrlich beurteilte. Dem Verwaltungsratsmitglied Silverberg, wie Homberger jüdischer Herkunft, legte Dorpmüller ebenfalls den Rücktritt nahe. Sozialdemokraten, Kommunisten und Gewerkschafter verloren ebenfalls vielfach ihre Arbeitsplätze, manche, wie der Gewerkschafter und Verwaltungsratsmitglied Matthäus Herrmann wurden inhaftiert. Dafür wurden über Arbeitsbeschaffungsmaßnahmen Arbeitslose eingestellt, wobei NSDAP-Mitglieder und insbesondere Alte Kämpfer besonders profitierten. Der „Deutsche Gruß“ wurde bei der Reichsbahn auf Weisung von Dorpmüller bereits am 15. Juli 1933 eingeführt – allerdings musste diese Anordnung nach einigen Wochen wieder teilweise zurückgezogen werden, da es zu Verwechslungen mit den Handzeichen des Zugpersonals bei der Bremsprobe gekommen war.

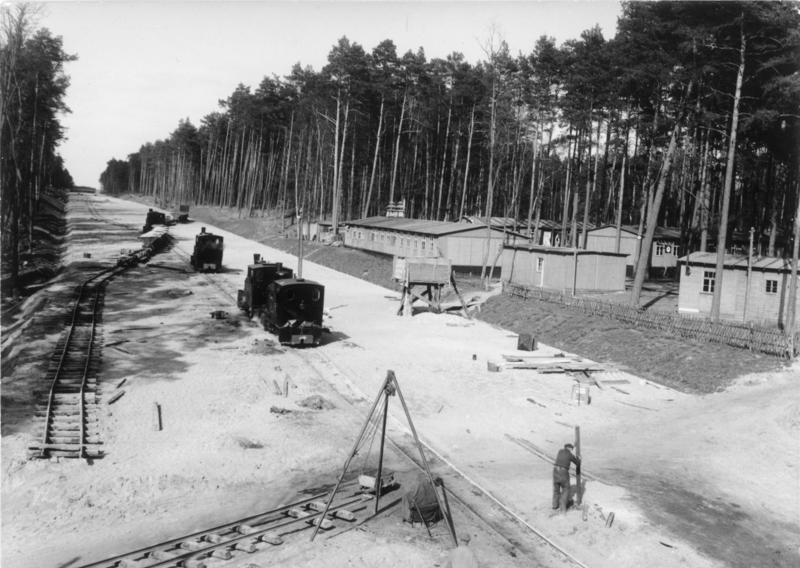
Baustelle der Reichsautobahn bei Berlin, um 1936

Der Bau der Reichsautobahnen war ein weiteres Element nationalsozialistischer Politik, dessen Umsetzung sich Julius Dorpmüller fast vorbehaltlos zu eigen machte. Dorpmüller hatte bereits 1927 an ersten Veranstaltungen des Hafraba-Vereins teilgenommen und den Kontakt zu dessen Geschäftsführer Willy Hof gehalten. Schon Heinrich Brüning hatte als Reichskanzler Pläne diskutiert, die Finanzierung des Autobahnbaus durch die Reichsbahn zu übernehmen und anschließend über eine Maut zu refinanzieren, wogegen sich Dorpmüller noch gewehrt hatte. Hitler übernahm diese Pläne und band die Reichsbahn unter der Leitung von Dorpmüller ein. Dorpmüller sah darin nach ersten Widerständen eine Chance, sowohl seine persönliche Position zu befestigen als auch den Konkurrenzkampf mit dem privaten Gütergewerbe für die Eisenbahn zu entscheiden. Hitler sagte ihm zu, dass die Reichsbahn für die einheitliche Leitung des gesamten Güterfernverkehrs verantwortlich sein sollte. Am 25. August 1933 wurde die Gesellschaft zur Errichtung der Reichsautobahnen als Tochterunternehmen der Reichsbahn begründet, Julius Dorpmüller wurde Vorsitzender sowohl des Vorstands als auch des Verwaltungsrats der neuen Gesellschaft. Schon im Juni war Dorpmüller an der Spitze einer großen Delegation zusammen mit Reichsarbeitsminister Franz Seldte nach Italien gereist, um den dortigen Autobahnbau zu studieren.
Einen Konkurrenten um die Gunst Hitlers und die Verantwortung für den Autobahnbau erhielt Dorpmüller mit der Ernennung von Fritz Todt zum „Generalinspektor für das deutsche Straßenwesen“. Todt war in dieser Position für die Linienführung und die Planfeststellung der Autobahnen verantwortlich. Hitler schätzte Todt, der bereits seit 1923 Parteimitglied war, als loyalen und zugleich fachlich kompetenten Gefolgsmann. Dorpmüller durfte Hitler am 23. September 1933 immerhin den Spaten für den ersten Spatenstich zum Bau des ersten Abschnitts der Reichsautobahn zwischen Frankfurt und Heidelberg reichen. Auch bei weiteren Spatenstichen und Eröffnungsfeiern war der Reichsbahn-Generaldirektor oft dabei, stand aber in der öffentlichen Wahrnehmung meist hinter Hitler und Todt sowie der sonstigen Parteiprominenz zurück.
Die Gleichschaltung der Länder ermöglichte es Dorpmüller schließlich, seinen schon lange gehegten Wunsch in die Tat umzusetzen und die Gruppenverwaltung Bayern zum 1. Oktober 1933 aufzulösen. Als Ausgleich erhielt Bayern ein neues Reichsbahn-Zentralamt München. Im Jahr darauf verloren die Länder durch das Gesetz über den Neuaufbau des Reichs ihre bisherigen Mitbestimmungsrechte bei der Genehmigung von Bahnstrecken sowie der Bahnaufsicht. In den Folgejahren konnte Dorpmüller zudem die vergleichsweise kleinen Reichsbahndirektionen Oldenburg und Ludwigshafen, beides Nachfolger früherer Länderbahnen, auflösen.

#### Weitere Modernisierung der Reichsbahn
Zur Arbeitsmarkt- und Wirtschaftspolitik der Nationalsozialisten gehörten auch Ausbau und Modernisierung des Schienenverkehrs. Entgegen der Blut-und-Boden-Ideologie des Nationalsozialismus standen bei diesem Ausbau moderne Technik und Rationalisierung im Vordergrund. Die Modernisierung der Reichsbahn blieb jedoch trotz ihrer erheblichen strategischen Bedeutung hinter dem Autobahnbau und dem Aufbau von Wehrmacht und Rüstungsindustrie zurück. Aufbauend auf Plänen und Vorarbeiten der Weimarer Zeit konnte sich die Reichsbahn trotz mangelnder Stahlkontingente und unzureichender Investitionsmittel einen guten Ruf als modernes Verkehrsunternehmen im In- und Ausland erarbeiten. In den Jahren 1935 und 1936 boten das hundertjährige Jubiläum der ersten deutschen Eisenbahn, der am 7. Dezember 1835 eröffneten Ludwigs-Eisenbahn-Gesellschaft von Nürnberg nach Fürth und die Olympischen Sommer- und Winterspiele 1936 dem Generaldirektor viele Möglichkeiten, die Leistungen der Reichsbahn publikumswirksam zu präsentieren. In dieser Zeit entstand sein Ruf als „Deutschlands erster Eisenbahner“ und „Hindenburg der Eisenbahn“, der in den Folgejahren und während des Krieges gezielt ausgebaut wurde. Durch vielfältige Auslandsreisen knüpfte Dorpmüller Kontakte zu anderen Bahngesellschaften und Fachleuten. Unter anderem führten ihn größere Auslandsreisen 1935 zu den polnischen Staatsbahnen, 1936 zur dritten Weltkraftkonferenz nach Washington, D.C. einschließlich Begegnungen mit amerikanischen Eisenbahndirektoren und Präsident Franklin D. Roosevelt sowie 1937 nach Schweden, wo ihm die SJ als Zeichen der Hochachtung einen Sonderzug mit festlich geschmückter Lokomotive zur Verfügung stellte.

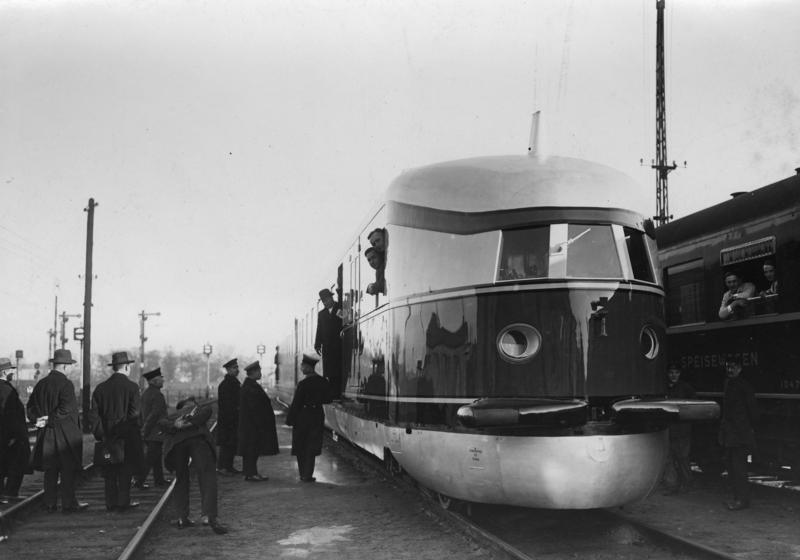
Erste Probefahrt des Fliegenden Hamburgers

Ihren Anspruch als modernes Verkehrsunternehmen demonstrierte die Reichsbahn 1935 in Nürnberg auf der großen Jubiläumsausstellung zur 100-Jahr-Feier der Inbetriebnahme der ersten deutschen Eisenbahn, auf der sie ihre modernsten Fahrzeuge wie den seit 1933 zwischen Hamburg und Berlin mit bis zu 160 km/h fahrenden Fliegenden Hamburger, den Henschel-Wegmann-Zug mit der Stromlinienlokomotive der DR-Baureihe 61, den neuen Gläsernen Zug sowie weitere neue Lokomotiven und Wagen präsentierte. Julius Dorpmüller eröffnete gemeinsam mit Verkehrsminister Eltz-Rübenach am 14. Juli 1935 die Ausstellung, beide drehten in historischen Kostümen eine Runde auf dem Führerstand der anlässlich des Jubiläums nachgebauten ersten deutschen Lokomotive Adler. Dorpmüller präsentierte sich damit erneut publikumswirksam als oberster Eisenbahner und Leitfigur. An einer großen Fahrzeugparade am 8. Dezember in Nürnberg nahm auch Hitler teil, der ansonsten bei Veranstaltungen der Reichsbahn eher selten zu Gast war. In der gleichgeschalteten Presse nicht mehr erwähnt wurde dagegen, dass die Reichsbahn in diesem Jahr ihre letzten „nichtarischen“ Beamten in den ungewollten Ruhestand schickte, darunter Vorstandsmitglied Ludwig Homberger.
Die Olympischen Spiele 1936 führten zu einem weiteren Modernisierungsschub. In Berlin konnte rechtzeitig der erste Abschnitt des Nord-Süd-Tunnels für die Berliner S-Bahn eingeweiht werden. Die umfangreichen Leistungen der Reichsbahn zur Beförderung der Besuchermassen vor allem während der Berliner Sommerspiele beeindruckten viele Beobachter. Für Dorpmüller gab es aber einen persönlichen Verlust. Sein jüngerer Bruder Heinrich, der bei der Reichsbahndirektion Berlin für die Vorbereitung und Planung der Olympia-Sonderverkehre verantwortlich war, starb aufgrund von Überarbeitung kurz nach den Spielen am 1. September. Auch andere Teile des Reichsbahnnetzes wurden modernisiert. Anstelle der veralteten Fährverbindung zur Insel Rügen weihte Dorpmüller am 5. Oktober den neuen Rügendamm ein. Im Güterverkehr baute die Reichsbahn verstärkt den Haus-Haus-Verkehr per Straßenroller und den Behälterverkehr als Vorläufer des Containertransports aus und beschleunigte mit Kleinlokomotiven den Rangierbetrieb.

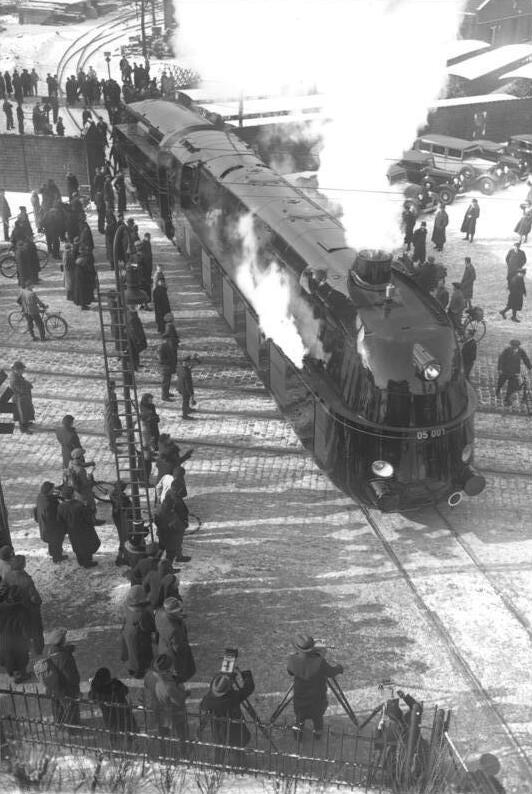
Auslieferung der Schnellfahrlokomotive 05 001 bei Borsig im März 1935

Besonders prominent wurde die Rekordfahrt der Schnellfahrlokomotive der DR-Baureihe 05 in den gleichgeschalteten Medien des Dritten Reichs propagandistisch verwertet. Am 11. Mai 1936 erreichte die Lokomotive 05 002 zwischen Hamburg und Berlin eine Spitzengeschwindigkeit von 200,3 km/h und stellte damit einen Weltrekord auf. An der Fahrt nahmen neben Dorpmüller, Verkehrsminister Eltz-Rübenach, Fritz Todt, Adolf Hühnlein und anderen Prominenten der Reichsführer SS Heinrich Himmler, Gestapo-Chef Reinhard Heydrich und Reichsleiter Martin Bormann teil. Die Gästeliste zeigt, wie Dorpmüller und die Reichsbahn den wichtigsten Personen des Regimes durch die Demonstration technischer Leistungsfähigkeit ihre Unentbehrlichkeit verdeutlichen wollten. Zu den alljährlichen Reichsparteitagen in Nürnberg, an denen auch Dorpmüller regelmäßig teilnahm, bewältigte die Reichsbahn ein enormes Verkehrsaufkommen und konnte so ebenfalls ihre Bedeutung unter Beweis stellen. Alleine zum Parteitag 1935 stellte die Reichsbahn über 530 Sonderzüge für rund 850.000 Teilnehmer. Diese zu Billigsttarifen angebotenen Fahrten sorgten wie auch vergleichbar rabattierte Fahrten für KdF-Reisen und Gruppentarife für die diversen nationalsozialistischen Organisationen für erhebliche Defizite bei der Reichsbahn. Eine Tariferhöhung oder anderweitige Ausgleichsmaßnahmen vermochte Dorpmüller trotz wiederholter Bemühungen bei der Parteikanzlei nicht zu erreichen.

#### Generaldirektor und Reichsverkehrsminister

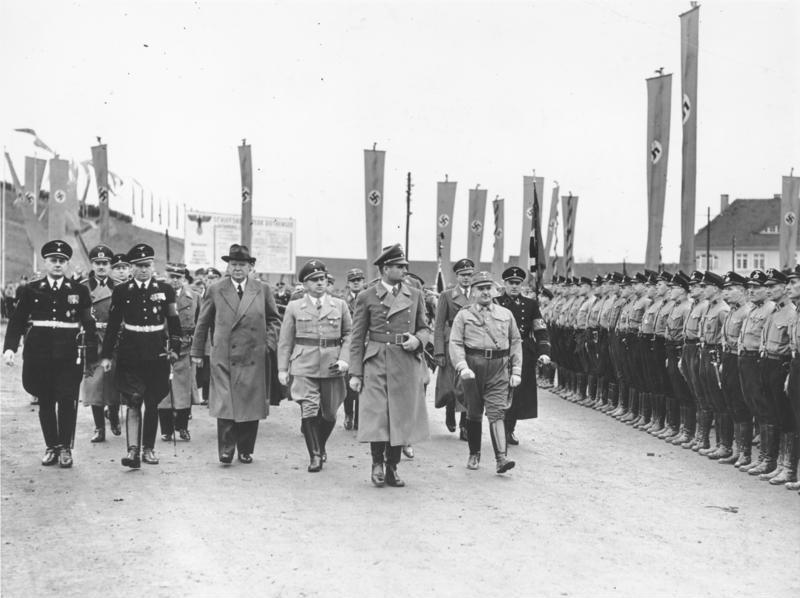
Verkehrsminister Dorpmüller mit Rudolf Jordan und Rudolf Heß bei der Einweihung des Mittellandkanals, 1938

Am 30. Januar 1937 kündigte Hitler dem Reichstag die Unterstellung der Reichsbahn unter die Hoheit des Reiches an. Mit dem Gesetz zur Neuregelung der Verhältnisse der Reichsbank und der Deutschen Reichsbahn vom 7. Februar 1937 wurde die Deutsche Reichsbahn-Gesellschaft in „Deutsche Reichsbahn“ umbenannt – sie hatte schon seit 1936 den Zusatz „Gesellschaft“ nicht mehr im Schriftverkehr verwendet – und der Verwaltungsrat durch einen lediglich beratenden Beirat ersetzt. Die Reichsbahn wurde in ein Sondervermögen des Reichs umgewandelt. Hitler löste sich damit erneut von Verpflichtungen infolge des Versailler Vertrags. Ebenfalls am 30. Januar verlieh Hitler aus diesem Anlass mehreren Ministern und Beamten das Goldene Parteiabzeichen der NSDAP. Reichspost- und Verkehrsminister Eltz-Rübenach, der als gläubiger Katholik zunehmend Unbehagen über die Kirchenpolitik des Regimes empfand, stellte für die Annahme die Bedingung einer veränderten Politik gegenüber der Kirche. Dies führte zu seiner zügigen Demission. Bereits am 2. Februar ernannte Hitler den damals 68 Jahre alten Dorpmüller zum neuen Reichsverkehrsminister, Postminister wurde der „Alte Kämpfer“ Wilhelm Ohnesorge. Einen Tag später verkündeten Hitler und Dorpmüller gemeinsam tausenden Reichsbahnern vom Balkon der Reichskanzlei eine „Reichsbahn, frei von Versailles“. Der französische Botschafter André François-Poncet, der Dorpmüller persönlich kannte, charakterisierte ihn aus diesem Anlass so: „Eltz Rübenach […] tritt sein Amt an Dorpmüller ab, einen Skeptiker, der das gute Leben liebt und leichten Herzens das Parteiabzeichen anheftet“. Parteimitglied wurde Dorpmüller allerdings erst vier Jahre später. Mit der Übernahme in die unmittelbare Reichsverwaltung konnte die Reichsbahn nunmehr auf die bisher notwendigen formalrechtlichen Besonderheiten in der Durchsetzung der nationalsozialistischen Judenpolitik verzichten. Das neue Reichsbeamtengesetz von Januar 1937 wurde ab Juli des gleichen Jahres bei der Reichsbahn direkt angewendet, womit bis Ende dieses Jahres die meisten Beamten mit „nichtarischen“ Ehepartnern entlassen wurden.
Die Reichsbahn-Hauptverwaltung wurde Teil des Reichsverkehrsministeriums, aus bisherigen Reichsbahn-Vorständen wurden Ministerialdirektoren. Schwerpunkt im RVM war eindeutig der Eisenbahnverkehr, da der Straßenverkehr von Fritz Todt beansprucht wurde und der Luftverkehr Domäne des Reichsluftfahrtministeriums von Hermann Göring war. Schifffahrt und Kraftwagenverkehr spielten nur eine nachgeordnete Rolle. Dorpmüller betraute damit weiterhin Staatssekretär Gustav Koenigs. Dorpmüllers Stellvertreter Wilhelm Kleinmann wurde zweiter Staatssekretär. Nicht zuletzt wegen Dorpmüllers neuer Position wurde 1938 das Reichsautobahngesetz geändert, da Dorpmüller als Verkehrsminister nicht mehr Vorsitzender des Vorstands der Autobahngesellschaft sein konnte – denn diesem gegenüber war sein Konkurrent Fritz Todt weisungsbefugt. Todt übernahm daher das Amt des Vorstands, der Reichsverkehrsminister wurde per Gesetz Vorsitzender eines neuen Beirats der Gesellschaft.

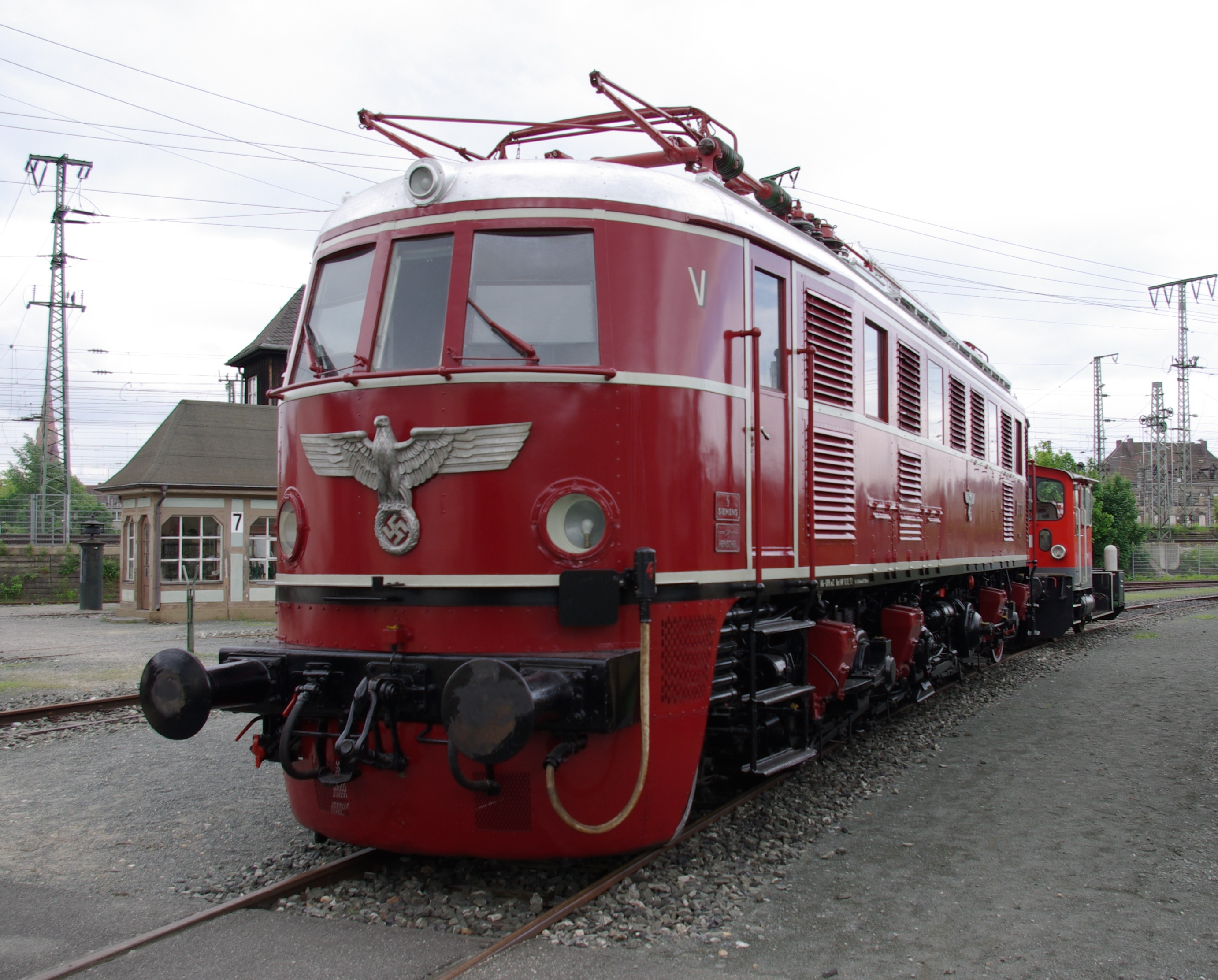
Elektrolokomotive E 19 im Verkehrsmuseum Nürnberg mit Hakenkreuzadler (Replika)

Im Folgejahr war die Übernahme der BBÖ nach dem Anschluss Österreichs eine wesentliche Herausforderung für die Reichsbahn. Ein weiteres, aus dem Anschluss entstandenes Konfliktfeld im NS-typischen Kompetenzgerangel war der Buslinienverkehr, der zu heftigen Auseinandersetzungen zwischen Dorpmüller und Postminister Ohnesorge führte – beider Verwaltungen hatten sich gegenseitig beim Erwerb entsprechender Konzessionen in der nunmehrigen Ostmark überboten. Zuvor hatte Dorpmüller im Januar 1938 die Ausrüstung der Reichsbahnfahrzeuge mit dem Hakenkreuzadler angeordnet und im April eine neue „Allgemeine Dienstanweisung für die Reichsbahnbeamten (ADA)“ erlassen, in denen die Reichsbahner nochmals auf Treue und Gehorsam gegenüber Adolf Hitler und den Verzicht auf jeden privaten Umgang mit Juden verpflichtet wurden. Im Bereich der ehemaligen BBÖ wurden deren jüdische Mitarbeiter schlicht nicht übernommen. Im Herbst dieses Jahres folgte die Übernahme der ehemals tschechischen Strecken im Sudetenland.
Auch als Verkehrsminister blieb Dorpmüller ausgesprochen reisefreudig. Für die entsprechenden Reisen konnte er seit 1938 wie viele andere Größen des nationalsozialistischen Regimes auf seinen persönlichen Salonwagen zurückgreifen. 1938 besuchte er unter anderem den Neubau der Müglitztalbahn in Sachsen, die Einweihungsfeiern des Mittellandkanals sowie zweier neuer Rheinbrücken bei Speyer und Karlsruhe und weitere Ausstellungen und Besichtigungstermine. Zur 100-Jahr-Feier der London, Midland and Scottish Railway (bzw. ihrer ältesten Vorgängergesellschaft) reiste er im November 1938 nach Großbritannien. Fast zur gleichen Zeit stellte die Reichsbahn Ende Oktober kurzfristig 20 bis 30 Sonderzüge für die Polenaktion, mit der polnische und staatenlose Juden über die Grenzbahnhöfe Firchau, Kreuz (Ostbahn), Neu Bentschen und Beuthen O.S. nach Polen abgeschoben wurden. Die Reichsbahn zeigte sich dabei in der Lage, sehr kurzfristig die entsprechenden Zugleistungen für die Sicherheitspolizei zu erbringen.
1939 feierte Hitler seinen 50. Geburtstag. Wie schon seit 1933 üblich, versicherte Dorpmüller auch bei diesem Anlass dem Führer die unbedingte Treue und Gefolgschaft der Reichsbahn. Nach dem am 4. Juli 1939 erlassenen überarbeiteten Gesetz über die Deutsche Reichsbahn blieb Dorpmüller als Reichsverkehrsminister auch Generaldirektor der Deutschen Reichsbahn. Am 24. Juli 1939 konnte er seinen 70. Geburtstag feiern, das Reichsverkehrsministerium gab zu diesem Anlass bei der Bildhauerin Helene Leven-Intze eine Bronzebüste in Auftrag. Dorpmüller genoss zu diesem Zeitpunkt nicht nur im Inland ein hohes Ansehen als Verkehrsfachmann. Öffentliche Kritik gab es allerdings an diversen Verkehrsstockungen, die im Winter 1938/39 aufgetreten waren. Dass diese Kritik angesichts der rigiden Pressegleichschaltung öffentlich geworden war, ließ im Ausland den Eindruck aufkommen, damit solle langfristig die Ablösung Dorpmüllers durch Todt vorbereitet werden. Bei der Reichsbahn reagierte Dorpmüller im März 1939 mit der Auflegung eines außerordentlich umfangreichen Beschaffungsprogramms für die bislang in eher geringen Stückzahlen ausgelieferten Einheitsdampflokomotiven, nachdem ihm im Vierjahresplan von Göring die in den Vorjahren seitens der Reichsbahn vergeblich geforderten Stahlkontingente zugesagt worden waren. Er musste zudem auf Druck insbesondere von Martin Bormann und damit letztlich von Hitler das Güterkraftverkehrsgesetz und den Reichskraftwagentarif für weitere Unternehmen öffnen und die bislang von ihm verfolgte restriktive Zulassungspolitik für den schweren Lkw-Verkehr lockern. Zwei Tage nach Dorpmüllers Geburtstag ordnete ein Erlass des RVM an, dass Juden die Schlafwagen der MITROPA mit Ausnahmegenehmigung nutzen durften, nachdem zuvor im Februar ein generelles Verbot der Nutzung von Speisewagen und Schlafwagen für deutsche und staatenlose Juden erlassen worden war. Abgeschafft wurden auch die Freifahrtberechtigungen für pensionierte jüdische Reichsbahner und deren Angehörige. Im Februar 1939 hatte Dorpmüller bereits einen Erlass unterzeichnet, der die „Einziehung“ der Führerscheine und Kfz-Papiere von Juden anordnete. Er legalisierte und akzeptierte damit stillschweigend eine von Himmler im Dezember 1938 erlassene polizeiliche Anordnung, an deren Rechtsgültigkeit es zuvor bei nachgeordneten Behörden Zweifel gegeben hatte. Kritischer verhielt sich Dorpmüller dagegen gegenüber Wünschen von Rudolf Heß, auf gehobene Beamtenpositionen ausschließlich NSDAP-Mitglieder zu berufen. Wie sehr Dorpmüller solche Fragen ausschließlich unter technisch-betrieblichen Gesichtspunkten beurteilte, zeigte der von ihm nach Kriegsausbruch Ende 1939 gemachte Vorschlag einer besonderen Kennzeichnung von Juden, wahrscheinlich um die Durchsetzung der diversen Fahrverbote und Restriktionen im Verkehrswesen zu vereinfachen. In den Jahren zuvor hatte das RVM sogar manchen Maßnahmen der Judenverfolgung widersprochen, wenn sie mit Fragen der zuverlässigen Betriebsdurchführung kollidierten.

### Dorpmüller und die Reichsbahn im Zweiten Weltkrieg
Zu Beginn des Zweiten Weltkriegs war Dorpmüller mit 70 Jahren der älteste Minister im Kabinett Hitler. Er ging jedoch energisch an die Aufgabe, die Reichsbahn für den Krieg vorzubereiten und durch den Krieg zu führen, wobei er sich deutlich zu den Zielen von Hitlers Politik bekannte. Krankheitsbedingt musste er erst ab der zweiten Jahreshälfte 1944 kürzertreten und die Führung von Ministerium und Reichsbahn weitgehend seinen Mitarbeitern überlassen.

#### Der Überfall auf Polen und die Ostbahn
Kurz nach Beginn des Überfalls auf Polen richtete Dorpmüller einen ersten Appell an die Reichsbahner. Er versicherte darin Hitler die „unverbrüchliche Treue“ der Eisenbahner. Seit September trat der bislang in der Regel zivil gekleidete Dorpmüller meist in Uniform auf. In den Folgejahren absolvierte er ein hohes Reisepensum und besuchte die Eisenbahner an den meisten Fronten des Krieges.

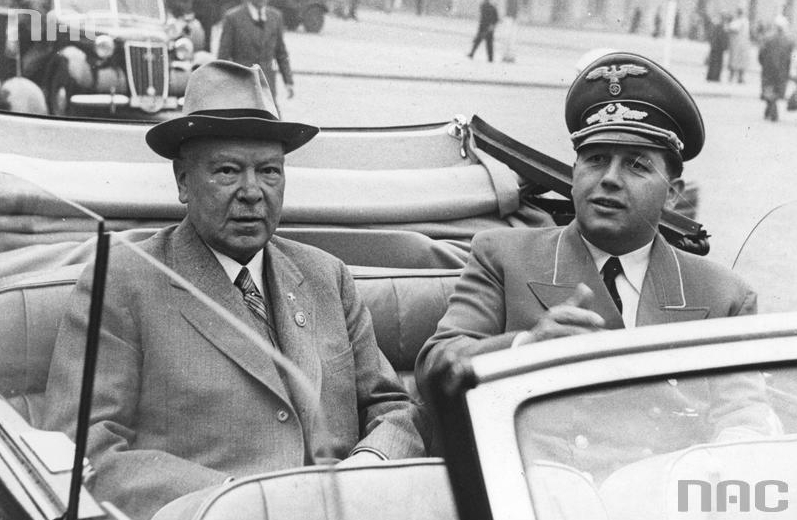
Julius Dorpmüller 1942 auf Besuch im Generalgouvernement, hier mit dem Stellvertreter des Generalgouverneurs, Josef Bühler

Bereits im Oktober 1939 wurde die Generaldirektion der Ostbahn (Gedob) gegründet. Die Ostbahn im Generalgouvernement (GG) blieb rechtlich außerhalb der Reichsbahn, sie stellte ein eigenes Sondervermögen des Generalgouvernements dar. Zwar konnte Dorpmüller im Laufe des Krieges erreichen, dass die Ostbahn unter Adolf Gerteis, dem Präsidenten der Gedob, die Reichsbahnorganisation übernahm, ansonsten blieb die Ostbahn aber ein weitgehend von der Reichsbahn unabhängiges Unternehmen. Sie war finanziell und wirtschaftlich vor allem dem Generalgouverneur Hans Frank verantwortlich, die Reichsbahn hatte lediglich Rollmaterial und Personal zu stellen. Die Fachaufsicht lag ebenfalls beim Reichsverkehrsminister, die Wirtschaftsführung wurde dagegen vom GG übernommen. Dies führte in der engen alltäglichen Zusammenarbeit immer wieder zu Reibungen und Kompetenzstreitigkeiten, Dorpmüller konnte sich langfristig bei Hitler nicht gegen Frank durchsetzen, auch wenn in den Folgejahren die betriebliche Steuerung mehr und mehr der Reichsbahn übertragen wurde. Die Bahnen in den bis 1919 deutschen Gebieten Polens wurden dagegen als neue Reichsbahndirektionen in Posen und Danzig organisiert und in die Reichsbahn integriert.
Der erste Kriegswinter hatte Schwächen des deutschen Transportwesens offengelegt. Vor allem die Binnenschifffahrt erfuhr Kritik, was schließlich Ende Februar 1940 zum Rücktritt des zuständigen Staatssekretärs Gustav Koenigs führte. Seine Zuständigkeiten für Kraftfahrzeuge und Seeschifffahrt übernahmen zwei neue Unterstaatssekretäre, die Abteilung für Binnenschifffahrt wurden dem verbliebenen Staatssekretär Kleinmann unterstellt. Aber auch die Eisenbahn wurde kritisiert. Gerüchte über eine Ablösung Dorpmüllers machten die Runde, als möglicher Nachfolger wurde Rudolf Gercke, der Transportchef der Wehrmacht, genannt. Eine weitere Reaktion war die Aufwertung der drei Oberbetriebsleitungen der Reichsbahn zu Generalbetriebsleitungen mit zusätzlichen Kompetenzen gegenüber den einzelnen Reichsbahndirektionen, um eine einheitlichere Betriebsdurchführung und ‑planung zu gewährleisten. Die so stark propagierten Reichsautobahnen spielten dagegen zunächst nur eine nachrangige Rolle.
Im Westfeldzug gab es dagegen kaum Kritik an der Reichsbahn und dem deutschen Transportwesen. Dorpmüller hielt am 18. Juli 1940 im Pariser Gare de l’Est eine lobende Ansprache vor den deutschen Eisenbahnern, die nach dem Waffenstillstand von Compiègne den Betrieb der nunmehr für deutsche Interessen fahrenden französischen Staatsbahn SNCF überwachen sollten. Zuvor hatte Dorpmüller im Mai in Italien an der dortigen Hundertjahrfeier der italienischen Eisenbahnen teilgenommen. Auch weitere verbündete Staaten wie etwa die Slowakei bereiste Dorpmüller in diesem Jahr. Bei diesem Besuch im Dezember 1940 erschien der als trinkfest bekannte Dorpmüller bei einem Termin sichtlich alkoholisiert, was zu einem kritischen Schreiben von Reinhard Heydrich an Martin Bormann führte. Nachdem Dorpmüller bereits im September 1940 das Kriegsverdienstkreuz I. Klasse erhalten hatte, verlieh Hitler seinem Verkehrsminister Anfang Dezember das Goldene Parteiabzeichen der NSDAP. Als Inhaber des Parteiabzeichens beantragte Dorpmüller am 28. Januar 1941 die Aufnahme in die NSDAP, in die er zum 1. Februar 1941 unter der Mitgliedsnummer 7.883.826 aufgenommen wurde.

#### Transportkrise im Krieg gegen die Sowjetunion
Im am 22. Juni 1941 begonnenen Unternehmen Barbarossa übernahm zunächst die Wehrmacht selbst alle wesentlichen Transportaufgaben, sie organisierte auch den Feldeisenbahnbetrieb zwischen den Reichsgrenzen und der Front. Die dafür angeforderten Eisenbahner der Reichsbahn unterstanden zunächst als Wehrmachtsgefolge militärischem Befehl. Da es die sowjetischen Eisenbahner großteils vermochten, ihr rollendes Material dem deutschen Zugriff zu entziehen, musste die Reichsbahn bald in immer größerem Umfang eigene Lokomotiven und Wagen in den Osten abgeben. Zudem war das in russischer Breitspur von 1.524 mm ausgeführte Eisenbahnnetz auf die europäische Normalspur umzuspuren. Dorpmüller wies in dieser Situation zwar auf die fehlenden Reserven des deutschen Transportwesens hin, konnte damit aber trotz Unterstützung durch Joseph Goebbels gegenüber den rein militärischen Anforderungen kaum durchdringen. Schon vor dem Krieg waren die Stahlkontingente für die Reichsbahn stets nachrangig gegenüber der direkten Aufrüstung behandelt worden, so dass sie mit einem überalterten Lokomotivpark und einem unzureichend ausgebauten Netz in den Krieg gegangen war. Die bereits 1925 konzipierten Einheitsdampflokomotiven konnte die Reichsbahn nur in geringen Stückzahlen beschaffen, überwiegend bestand der Lokomotivpark noch aus den Baureihen der Länderbahnen. Die Aufrüstung hatte hinsichtlich der Transportfragen vor allem auf den Lastkraftwagen gesetzt und die Bahn vernachlässigt.
Im Spätherbst 1941 kam es im Ostfeldzug zu einer schweren Transportkrise, die im Dezember die Versorgung der Front fast völlig zum Erliegen brachte. Starker Frost führte reihenweise zu Ausfällen der für solche Temperaturen nicht ausgelegten deutschen Lokomotiven, der Straßenverkehr ließ sich ebenfalls kaum mehr aufrechterhalten. Hitler unterstellte schließlich die Eisenbahnen hinter der Front dem Reichsverkehrsminister. Dorpmüller richtete in Warschau eine „Zweigstelle Osten“ des RVM ein, die mit vier Haupteisenbahndirektionen in Kiew, Minsk, Riga und Dnepropetrowsk Organisation und Betrieb der Eisenbahnen hinter der Ostfront übernahm. Am 19. Februar 1942 informierte Dorpmüller die Eisenbahner in einem markigen Aufruf über die neue Aufgabe und bezeichnete sie als „Ehrenpflicht jeden Eisenbahners“. Zuvor war Dorpmüller bereits im Januar 1942 nach Minsk und Smolensk gereist, um sich selbst ein Bild von der Lage zu schaffen, im Februar folgte eine Dienstreise nach Kiew und Dnepropetrowsk.
Die Neuorganisation konnte nicht alle Transportprobleme lösen, zumal es weiterhin zu heftigen Kompetenzstreitigkeiten zwischen dem RVM und General Gercke als Chef des Wehrmachtstransportwesens kam. Hitler drohte dem Staatssekretär Kleinmann unverhohlen mit der Gestapo und ließ schließlich am 28. Februar 1942 zwei höhere Reichsbahnbeamte bei den Haupteisenbahndirektionen Kiew und Minsk verhaften und ins KZ Sachsenhausen einweisen. Dorpmüller setzte sich für seine Mitarbeiter ein, konnte aber trotz persönlicher Vorstellungen bei Hitler zunächst nichts erreichen. Ulrich von Hassell notierte in seinem Tagebuch, Hitler habe auf die Fürsprache Dorpmüllers erwidert, „wenn er einen General und Ritterkreuzträger zum Tode verurteilen lasse und andere Generäle maßregle, so werde er wohl einige Eisenbahnpräsidenten einsperren können.“ Beide Beamte wurden erst im Sommer 1942 aus dem KZ entlassen.

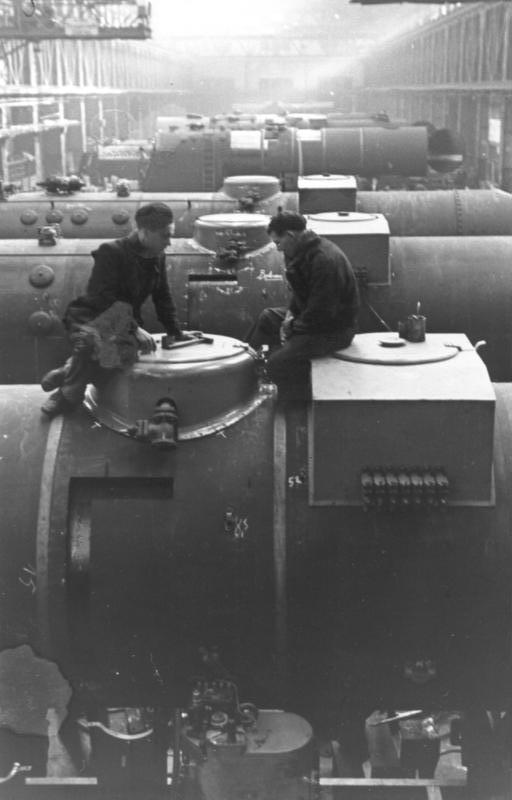
Französische Zwangsarbeiter beim Bau von Kriegslokomotiven der Baureihe 52

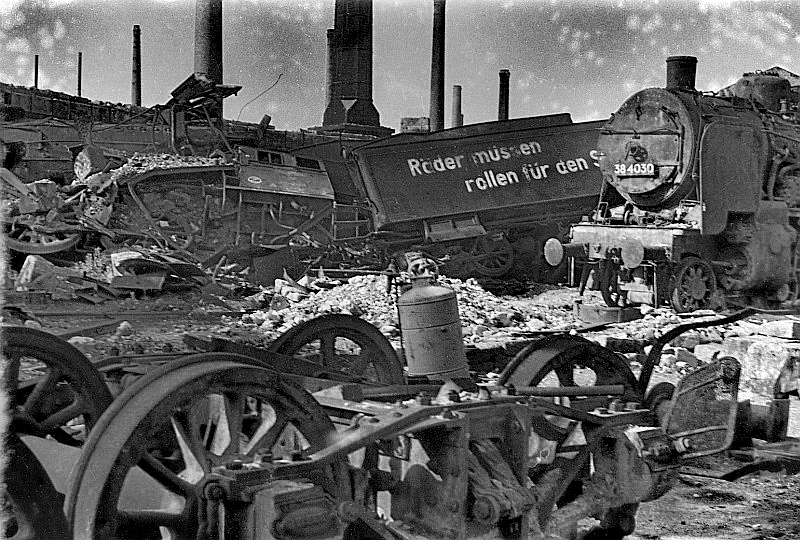
Zerstörte Lokomotiven der Reichsbahn in Dresden, auf einem Tender die Parole „Räder müssen rollen für den Sieg“

Albert Speer als Nachfolger des tödlich verunglückten Fritz Todt im Amt des Rüstungsministers setzte nun alles daran, den ihm als zu alt und unbeweglich erscheinenden Dorpmüller ablösen zu lassen. Dies gelang ihm zwar nicht, da Hitler Dorpmüllers Nimbus als respektierter und anerkannter Fachmann und „Hindenburg der Eisenbahn“ weiter nutzen wollte. Er schaffte es aber, dem RVM und der Reichsbahn zunächst die Verantwortung für die Lokomotivbeschaffung und ‑entwicklung weitgehend zu entziehen. Statt des bislang im Reichsbahn-Zentralamt zuständigen Dezernenten Richard Paul Wagner übernahm ab März 1942 ein neugegründeter „Hauptausschuss für Schienenfahrzeuge“ unter dem früheren DEMAG-Manager Gerhard Degenkolb die Verantwortung für die Konstruktion und Produktion der neuen Kriegslokomotiven der Baureihe 52. Im Mai 1942 gelang es Speer, den bisherigen Staatssekretär Kleinmann durch Albert Ganzenmüller ablösen zu lassen, einen Blutordensträger, der sich an der Ostfront ausgezeichnet hatte und als anerkannter Fachmann galt. Dorpmüller, der zuvor gegenüber Speer erklärt hatte, er könne mangels ausreichender Anzahl an Wagen und Lokomotiven „keine Verantwortung mehr für geregelte Verkehrsverhältnisse im Reich übernehmen“, musste diesen, ihm von Hitler am 24. Mai 1942 oktroyierten Wechsel akzeptieren. Hitler warnte die Reichsbahn, der Krieg dürfe nicht wegen der Transportprobleme verloren gehen, diese seien daher zu lösen. Vermutlich hat lediglich seine Freundschaft zu Hermann Göring Dorpmüller vor der Ablösung bewahrt. Stattdessen beauftragte Hitler den überraschten Dorpmüller mit dem neuen Projekt, eine überdimensionierte 3-Meter-Breitspurbahn zur Erschließung der eroberten Territorien im Osten zu planen.
Im Herbst 1942 musste Dorpmüller erstmals für längere Zeit ins Krankenhaus. In der täglichen Führung der Reichsbahn wurde er mehr und mehr von Ganzenmüller abgelöst, ohne dass der Reichsverkehrsminister sich die Geschäfte völlig aus der Hand nehmen ließ. Beide arbeiteten gut zusammen, da Ganzenmüller den älteren Dorpmüller als erfahrenen Fachmann respektierte. Die Transportkrise des Winters 1941/42 konnte die Reichsbahn schließlich lösen, indem sie ihre etablierten betrieblichen Abläufe und Maßnahmen zur Verkehrslenkung den Gegebenheiten anpasste und diese von energischeren, jüngeren Führungskräften umgesetzt wurden. Im Folgejahr 1943 erbrachte die Reichsbahn mit 178,6 Milliarden Tonnenkilometern ihre höchste jemals erreichte Güterverkehrsleistung, ebenso ihre höchste Verkehrsleistung im Personenverkehr mit 107,3 Milliarden Personenkilometern. Erst mit den nach der Invasion in der Normandie verstärkt einsetzenden Luftangriffen der Alliierten auf das Reichsbahnnetz sanken die Beförderungszahlen schließlich signifikant ab.

#### Weiterer Kriegsverlauf
Obwohl Dorpmüller einen Teil seiner Kompetenzen verloren hatte, stürzte er sich umso intensiver in seine Arbeit. Durch nachhaltige Vorstellungen bei Hitler erhielt er im Oktober 1942 in den Ostgebieten die alleinige Verwaltung des gesamten Verkehrswesens auf Schienen, Straßen und Wasserstraßen. Die bisherige Zweigstelle des RVM in Warschau wurde zum 1. Dezember 1942 zur Generalverkehrsdirektion Osten aufgewertet. Besaß die Reichsbahn 1937 noch rund 54.000 km Streckenlänge, so unterstanden Dorpmüller Ende 1942 im Reich und den okkupierten Ländern gut 150.000 bis 160.000 km Eisenbahnstrecken. Tätig waren auf diesem Netz gut 1,6 Millionen Eisenbahnerinnen und Eisenbahner.
Nach einer ersten Operation zum Jahresende 1942 genas Dorpmüller zunächst wieder recht rasch. Bereits im März 1943 war er wieder intensiv auf Dienstreisen unterwegs und versuchte erneut, stärker Einfluss auf die Ostbahn im Generalgouvernement zu gewinnen. Die Ostbahn führte schließlich eine Ämterstruktur nach Reichsbahnmuster ein. Dorpmüller ließ es sich nicht nehmen, dafür im Mai 1943 drei neue Direktionspräsidenten selbst in ihre Ämter einzuführen, musste aber im direkten Konflikt mit Generalgouverneur Frank zurückstecken und die wirtschaftliche Eigenständigkeit der Ostbahn akzeptieren. Sein Versuch, unter Umgehung des Ostbahnpräsidenten Gerteis die Möglichkeit direkter betrieblicher Weisungen an die Ostbahndirektionen zu erreichen, scheiterte damit ebenfalls.
Spätestens im Sommer 1943 kamen Dorpmüller wohl erste Zweifel, ob der Krieg noch zu gewinnen sei. In seinem im August 1943 verfassten Testament berücksichtigte er den Fall eines verlorenen Krieges, um seine Schwester auch dann versorgt zu wissen. Dennoch blieb er weiterhin aktiv und versuchte, den immer mehr durch den Luftkrieg beeinträchtigten Verkehr im Reich aufrechtzuerhalten. Rastlos reiste der Minister durch das Reich und die verbündeten Staaten, besichtigte zerstörte Strecken und Bahnhöfe und richtete Durchhalteappelle an die Belegschaft. Während Teile des Ministeriums ab 1943 nach Groß Köris, etwa 40 km südlich von Berlin, ausgelagert wurden, blieb Dorpmüller in der Reichshauptstadt. Hitler honorierte seinen Einsatz mit dem Ritterkreuz zum Kriegsverdienstkreuz sowie am 1. Mai 1944 mit dem Ehrenzeichen „Pionier der Arbeit“. Zur Anerkennung der Eisenbahner bestimmte Hitler zudem den 7. Dezember (die erste deutsche Eisenbahn zwischen Nürnberg und Fürth war am 7. Dezember 1835 eröffnet worden) zum „Tag des Deutschen Eisenbahners“. Bei der ersten Feier dieses Tages 1943 war Joseph Goebbels Hauptredner.
Kurz vor dem D-Day und der Invasion der westlichen Alliierten war Dorpmüller ein letztes Mal in Paris und führte unter anderem Gespräche mit dem dortigen Oberbefehlshaber Erwin Rommel. In die Verschwörung für das Attentat vom 20. Juli 1944 war er nicht involviert, auf den Kabinettslisten von Carl Friedrich Goerdeler tauchte sein Name nicht auf. Vier Tage nach dem Attentat feierte Dorpmüller seinen 75. Geburtstag. Albert Speer hatte versucht, dies als Anlass für eine ehrenvolle Verabschiedung Dorpmüllers in den Ruhestand zu nutzen, allerdings ohne Erfolg. Die gleichgeschaltete Presse feierte den Verkehrsminister und Reichsbahn-Generaldirektor als „getreuen Ekkehard des Verkehrs“ und Hitler ergänzte das Ritterkreuz zum Kriegsverdienstkreuz um die Schwerter.

#### Die Rolle der Reichsbahn im Holocaust

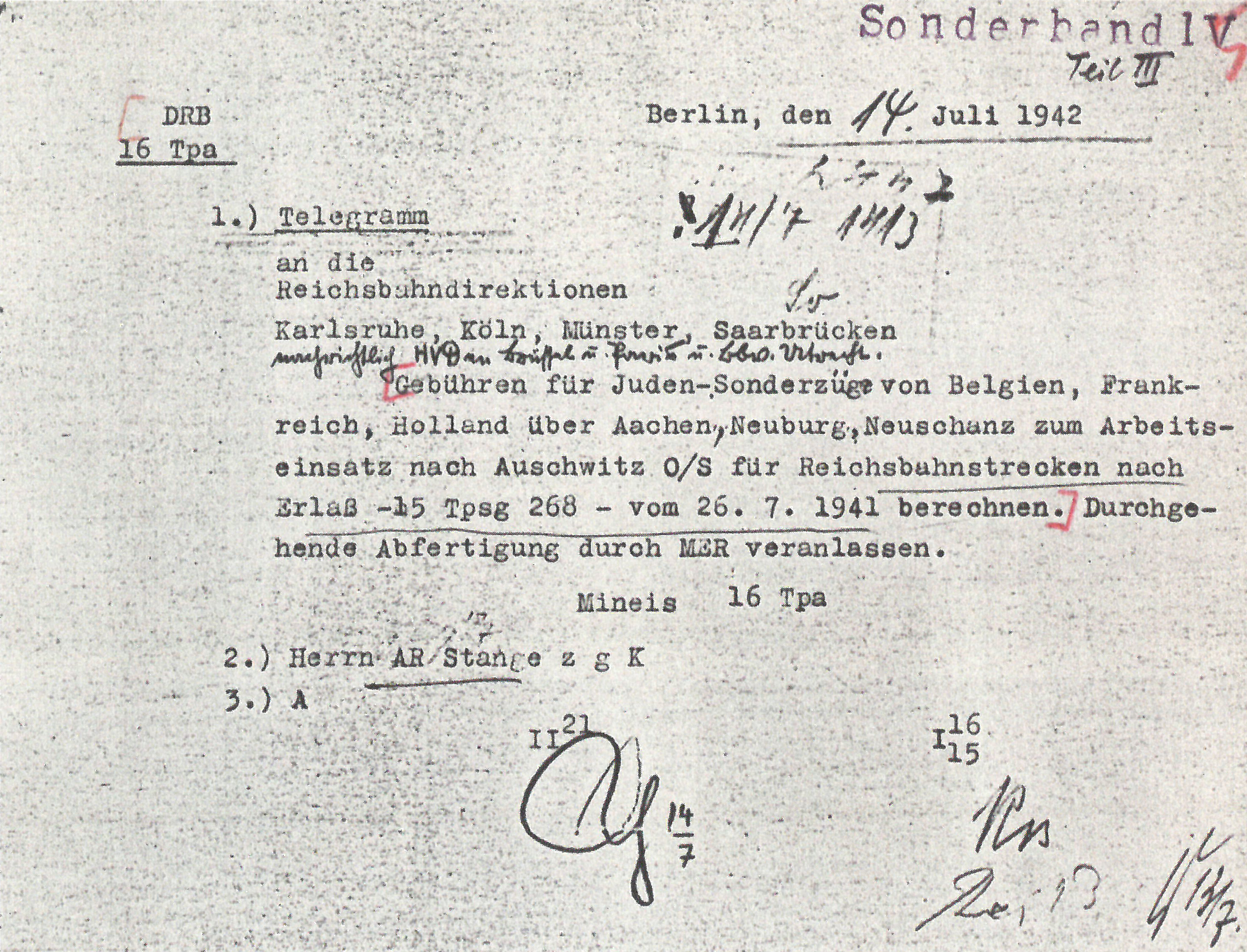
Reichsbahn-Telegramm vom 14. Juli 1942 über Gebühren für „Juden-Sonderzüge“ nach Auschwitz

Wie alle anderen Ministerien hatte auch das RVM vor und zu Beginn des Krieges in seinem Kompetenzbereich alle Maßnahmen zur Judendiskriminierung und Verfolgung jeweils unterstützt, zuletzt mit einer Anordnung Dorpmüllers vom 18. November 1941, die Juden die Benutzung öffentlicher Verkehrsmittel ohne polizeiliche Erlaubnis untersagte. Im Krieg kam die aktive Mithilfe beim Holocaust hinzu. Fast alle Deportationen von Juden und anderen Opfern des Vernichtungskriegs und der Rassenideologie der Nationalsozialisten erfolgten per Eisenbahn. Lediglich auf kürzeren Strecken und als Zubringerverkehre kamen Kraftfahrzeuge zum Einsatz. Die Reichsbahn hatte bereits erste Erfahrungen in der „Polenaktion“ im Oktober 1938 gesammelt. Für den Nisko-Plan wurden Ende 1939 ebenfalls Sonderzüge durch die Reichsbahn gestellt. Im Oktober 1940 liefen auf Bestellung von Adolf Eichmann in der Wagner-Bürckel-Aktion neun Sonderzüge in den unbesetzten Teil Frankreichs.
Ab Oktober 1941 fuhren schließlich die ersten Deportationszüge aus dem Reich nach Osten. Zunächst rollten die Züge in die Ghettos von Litzmannstadt, Minsk und Riga, ab Herbst 1942 war vor allem das Vernichtungslager Auschwitz das Ziel. In der Regel wurden diese Sonderzüge von den regionalen Dienststellen der Sicherheitspolizei bei der Reichsbahn bestellt, die Koordinierung lag vor allem bei Franz Novak vom Referat IV B 4 des Reichssicherheitshauptamts in enger Zusammenarbeit mit dem Referenten für Massentransporte im RVM, Paul Schnell und dessen Mitarbeiter Otto Stange. Daneben wurde das Ghetto Theresienstadt ab Sommer 1942 Ziel für eine Vielzahl kleinerer Transporte, die oft als Sonderwagen in planmäßigen Personenzügen geführt wurden. Die Züge innerhalb des Generalgouvernements zu den Vernichtungslagern Treblinka, Sobibor und Belzec wurden von der Ostbahn durchgeführt und organisiert, dort war der Reichsbahnbeamte Walter Stier für die Fahrplanorganisation der Züge zuständig, die von der SS bestellt wurden.
Als Reichsverkehrsminister und Reichsbahn-Generaldirektor war Dorpmüller mitverantwortlich für die Deportation von Juden mittels der Reichsbahn. Zwar sind – anders als bei seinem Staatssekretär Albert Ganzenmüller – keine diesbezüglichen Schriftwechsel bekannt geworden, es ist aber davon auszugehen, dass ihm die entsprechenden Schreiben bis hin zu Beschwerden Himmlers nicht unbekannt blieben. Dorpmüller war bis kurz vor seinem Tod ein ausgesprochen aktiver Mann, der sich seine Arbeit nicht aus der Hand nehmen ließ und über die meisten Dinge des Reichsbahnbetriebs gut orientiert war. In Auschwitz war Dorpmüller wahrscheinlich mindestens einmal im Oktober 1944, als er sich in Oberschlesien über Probleme bei den dortigen Räumungen von Industrieanlagen informierte.

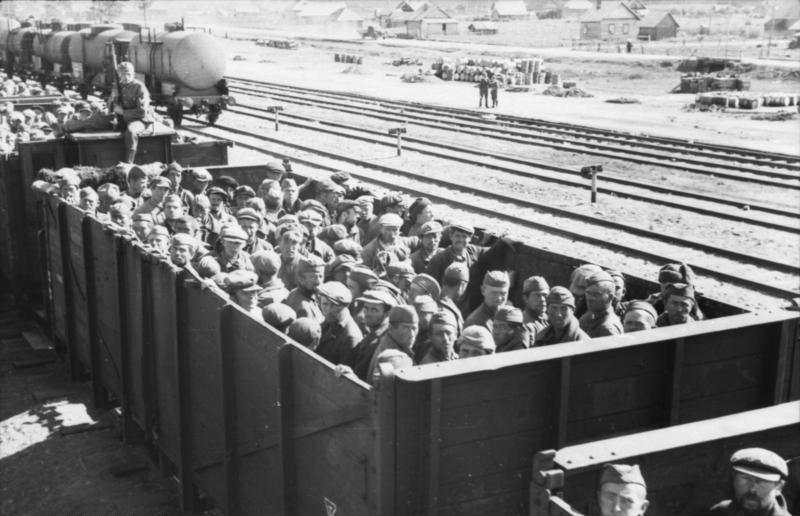
Transport sowjetischer Kriegsgefangener in offenen Güterwagen

Ebenfalls nur durch Transporte der Reichsbahn zu bewerkstelligen war der intensive Einsatz von Zwangsarbeitern vor allem aus dem Osten in den Diensten der deutschen Industrie. Die Reichsbahn setzte selbst bereits ab Mitte 1940 vielfach Zwangsarbeiter ein, die aus Personalmangel teilweise sogar in verantwortungsvollen Positionen wie etwa als Lokomotivführer eingesetzt wurden. In der Regel wurden sie, vor allem wenn es sowjetische Kriegsgefangene waren, aber vor allem als Gleisbauarbeiter und in Werkstätten eingesetzt.

### Kriegsende und Tod
Bald nach Beginn des letzten Kriegsjahres musste sich Julius Dorpmüller Anfang Februar 1945 aufgrund seiner Krebserkrankung erneut einer Operation unterziehen, die von Ferdinand Sauerbruch an der Berliner Charité durchgeführt wurde. Albert Speer nutzte dies, um sich wenige Tage danach von Hitler die Leitung eines neuen „Verkehrsrates“ übertragen zu lassen, der die Gesamtverantwortung für den Reichsbahnbetrieb bekam. Dorpmüller erholte sich nochmals von der Operation und übernahm wieder die Leitung seines Ministeriums. Wie viele andere Mitglieder der Reichsregierung verließ Dorpmüller im April 1945 Berlin kurz vor der Einschließung durch die Rote Armee und begab sich mit seiner Schwester und seinem Stab nach Schleswig-Holstein, wo er in einer Eisenbahnerschule in Malente eine Unterkunft fand. Hitler hatte in seinem politischen Testament keinen Verkehrsminister benannt. Dorpmüller gehörte dennoch der Reichsregierung Dönitz und dem Kabinett Schwerin von Krosigk als Reichsverkehrs- und Postminister an.
Bei den Alliierten hatte Dorpmüllers Ruf als Fachmann trotz des Krieges nicht gelitten, die Beteiligung der Reichsbahn am Holocaust wurde damals kaum thematisiert. Dorpmüller galt als unpolitischer, persönlich nicht mit den Verbrechen des Dritten Reiches verbundener Experte, dem der frühere Reichskanzler Brüning in einer Ausarbeitung für die Alliierten bescheinigte, „dem Druck der Nazis zur Beförderung prominenter Parteigenossen mit großem Geschick Widerstand geleistet“ zu haben. Der für das Transportwesen der US-Army zuständige General Carl R. Gray, ein ehemaliger Eisenbahnmanager, der Dorpmüller aus der Zeit vor dem Krieg kannte, schlug dem damaligen General of the Army und Militärgouverneur der US-Besatzungszone in Deutschland, Dwight D. Eisenhower ausdrücklich Julius Dorpmüller für die „Wiedereinsetzung in das alte Amt“ vor, weil er „wie von unserem Geheimdienst bestätigt weder Hitlerianer noch ein Nazi“ gewesen sei. Auch die Briten beurteilten Dorpmüller vergleichsweise positiv. In Malente führte Dorpmüller erste Verhandlungen mit den Alliierten, darunter Vertretern der Sowjetunion. Er sah es als möglich an, das deutsche Verkehrswesen innerhalb von sechs Wochen wieder in Gang zu bringen, stellte aber dafür die Forderung auf, dass man ihm dabei „nicht hineinreden“ dürfe, auch nicht hinsichtlich seiner Auswahl von Personal. Von den Amerikanern wurden Dorpmüller und sein Staatssekretär Ganzenmüller mit ein paar ihrer Mitarbeiter schließlich am 23. Mai 1945 per Flugzeug nach Le Chesnay bei Paris gebracht, sie entgingen damit als einzige Regierungsmitglieder der Dönitz-Regierung der Verhaftung am selben Tag. In Le Chesnay wurde Dorpmüller zusammen mit anderen deutschen Wirtschaftsführern wie etwa Hjalmar Schacht, Albert Speer und Ernst Heinkel interniert und befragt. Er erstellte unter anderem eine Liste von aus seiner Sicht geeigneten Kandidaten für Stellen in einer künftigen deutschen Verkehrsverwaltung. General Gray erteilte ihm schließlich den Auftrag, die Reichsbahnverwaltung der US-Zone in Frankfurt am Main neu aufzubauen. Inwieweit damit tatsächlich ein umfassender Auftrag zum Wiederaufbau des deutschen Eisenbahnwesens verbunden war, ist unklar. Die westlichen Alliierten griffen aber in der Folgezeit wiederholt auf seine Liste zurück, wenn leitende Funktionen bei der Reichsbahn zu besetzen waren.
Von seinem Aufenthalt in Le Chesnay kehrte Dorpmüller am 13. Juni 1945 nach Malente zurück und begann mit Planungen für den Umzug nach Frankfurt. Aufgrund der fortgeschrittenen Krebserkrankung musste er aber am 23. Juni 1945 nochmals operiert werden. Von dieser Operation erholte er sich nicht mehr, auch wenn er  bis kurz vor seinem Tod weiterhin Besprechungen abhielt. Julius Dorpmüller verstarb am 5. Juli 1945 und wurde auf dem Friedhof von Malente beigesetzt.

## Nach dem Tode

### Nachkriegszeit
In der Nachkriegszeit diente das Interesse der Alliierten am Fachmann Dorpmüller für den Wiederaufbau der Reichsbahn vielen seiner ehemaligen Mitarbeiter als „Persilschein“ für Dorpmüller und die Reichsbahn insgesamt. Die britische Railway Gazette hatte ihn in einem Nachruf noch im August 1945 als „eine der größten Erscheinungen des heutigen Verkehrswesens“ gewürdigt und damit in gewisser Weise den Tenor der Nachkriegsjahre vorweggenommen. Der verstorbene Reichsbahn-Generaldirektor wurde entsprechend vor allem in seiner Rolle als unpolitischer Fachmann und erfolgreicher Eisenbahner gesehen und gewürdigt. Dazu trug bei, dass Dorpmüller gemäß einem Schreiben vom 18. Oktober 1949 des Entnazifizierungs-Hauptausschuss für Lübeck an seine Schwester als „Entlasteter“ in die Kategorie V eingestuft wurde. Diese nachträgliche Entnazifizierung war aus Erbschaftsgründen von der Familie angestrengt worden.
Die neugegründete Deutsche Bundesbahn, bei der viele ehemalige Mitarbeiter des Reichsbahn-Generaldirektors in hohen Positionen tätig waren, bemühte sich sehr bald um den Nachruhm Dorpmüllers. Die Bundesbahndirektion Hamburg übernahm die Zuständigkeit für die Pflege seines Grabes in Malente, Vertreter der Bundesbahn nahmen regelmäßig an Gedenkfeiern und Kranzniederlegungen teil. Publikationen der Bundesbahn würdigten Dorpmüller, so etwa zu seinem 100. Geburtstag 1969, als Heinz Maria Oeftering, der Erste Präsident der Bundesbahn, Dorpmüller in der Hauszeitschrift Die Bundesbahn als „großen Eisenbahner“ und „Vorbild für eigenes Tun“ bezeichnete. Im Treppenhaus des von der Deutschen Bundesbahn unterhaltenen Verkehrsmuseums Nürnberg und im „Dorpmüllersaal“ des Hauptbahnhofs von Hannover befanden sich bis 1985 Büsten von Dorpmüller, die bei den Vorbereitungen zum Jubiläum 150 Jahre Deutsche Eisenbahnen entfernt wurden. Eine dieser zu seinem 70. Geburtstag angefertigten Bronzebüsten ist im Besitz seines Corps Delta in Aachen. Auch bei der Bundesbahndirektion Essen befand sich ein „Dorpmüllerzimmer“, das ebenfalls 1985 in „Kleiner Sitzungssaal“ umbenannt wurde. Die dort aufgestellt gewesene Büste ist verschwunden.
Nach Dorpmüller benannte Straßen und Wege gab es unter anderem in Wuppertal, Magdeburg, Malente, Mayen, Hameln und Buchholz in der Nordheide. Während beispielsweise die Dorpmüllerstraße in Wuppertal, an der sein Geburtshaus stand, bereits vor dem Krieg seinen Namen erhalten hatte, wurden andere Straßen erst in der Nachkriegszeit nach Dorpmüller benannt, zuletzt 1962 in Buchholz. Die Bundesbahn unterhielt dort bis etwa 1980 eine Fortbildungseinrichtung für ihre Mitarbeiter unter dem Namen „Julius-Dorpmüller-Schule“. Mit dem zunehmenden Interesse an der Rolle der Reichsbahn im Holocaust wurden die meisten Dorpmüllerstraßen im Vorfeld der 150-Jahr-Feier der deutschen Eisenbahn ab Mitte der 1980er Jahre umbenannt. In Malente und Minden gab es den Straßennamen bis 1995 und 1996.
Die Pflege von Dorpmüllers Grabstelle stellte die Deutsche Bundesbahn auf Anweisung des Vorstandsvorsitzenden Heinz Dürr zum 31. Dezember 1991 ein. Sie wurde später von einem Privatmann übernommen.

### Geschichtswissenschaftliche Rezeption
Die Untersuchung der Rolle der Reichsbahn und ihres Chefs Dorpmüller wurden in den ersten Jahrzehnten nach dem Krieg von der westdeutschen und westlichen Geschichtswissenschaft vernachlässigt. Viele Arbeiten zur Geschichte der Reichsbahn während des Krieges wurden damals von ehemaligen Reichsbahnern verfasst und beschränkten sich auf die Würdigung von Pflichterfüllung und Arbeitsleistung der Eisenbahner und der Führungsspitze der Reichsbahn, bspw. die Arbeiten von Pischel und Kreidler. Dorpmüller wurde darin als unumstrittener und kompetenter Fachmann gewürdigt, der es geschafft hatte, die Reichsbahn vor der Partei zu schützen. Die Rolle der Reichsbahn als zentrales Instrument der Kriegsführung sowie ihre Rolle bei den Judentransporten wurde oft schlicht nicht erwähnt oder die Verantwortung alleine dem Staatssekretär Ganzenmüller zugewiesen. Eine von Hugo Strößenreuther im Auftrag der Deutschen Bundesbahn herausgegebene Studie zur Eisenbahngeschichte zwischen 1941 und 1945 verlor ebenfalls kaum ein Wort über Deportationen. Manche Werke auch der jüngeren Zeit weisen gerade hinsichtlich der Person des Reichsbahn-Generaldirektors und Reichsverkehrsministers eine ausgesprochen hagiographische Tendenz auf. In der DDR beschränkte sich die Aufarbeitung in den ersten Jahrzehnten nach 1945 auf die Betonung des antifaschistischen Widerstands von Eisenbahnern und die Darstellung von Dorpmüller als „Erznazi“.
Erst Raul Hilberg schaffte es, mit seiner 1981 auch auf Deutsch erschienenen Studie über die essentielle Rolle der Reichsbahn im Holocaust etwas mehr Aufmerksamkeit auf die damals handelnden Personen der Reichsbahn und des RVM zu lenken. 1985 publizierte Heiner Lichtenstein auf Basis der Akten des Ganzenmüller-Verfahrens eine weitere Arbeit, die erneut Interesse an der Rolle der Reichsbahn und ihres Führungspersonals während des Holocausts weckte und überhaupt erst Auslöser für eine intensivere Debatte über die Beamten des RVM wurde. Eine vielfach beachtete Ausstellung im Jahr 1995 im Berliner Museum für Verkehr und Technik unter dem Titel „Ich diente nur der Technik“ beleuchtete die Karriere von Julius Dorpmüller gemeinsam mit der von anderen im Dritten Reich in hohen Positionen tätigen Ingenieuren und Technikern wie etwa Heinrich Nordhoff und Wernher von Braun. Neben den Arbeiten von Hilberg und Lichtenstein sind vor allem die Studien Alfred Gottwaldts und des amerikanischen Historikers Alfred C. Mierzejewski zu nennen, die sich mit der Rolle der Reichsbahn und ihres Führungspersonals beschäftigen. Die umfassendste und wissenschaftlich fundierteste Arbeit zu Dorpmüller hat bislang Alfred Gottwaldt vorgelegt, allerdings handelt es sich auch bei dieser Arbeit nach dem eigenen Anspruch des Autors nicht um eine umfassende Biografie, sondern eine „biographische Skizze“.
Julius Dorpmüller, so das Urteil von Gottwaldt und Mierzejewski, war ein hervorragender Techniker und guter Organisator, aber nicht der starke Führer und „Hindenburg der Reichsbahn“, als der er während des Dritten Reichs und der Nachkriegszeit vielfach dargestellt wurde. Politisch in der Zeit des Kaiserreichs aufgewachsen und eher nationalkonservativ eingestellt, war er kein Nationalsozialist, stellte sich aber den Zielen und Wünschen Hitlers und seiner Gefolgsleute umstandslos zur Verfügung, solange er die alleinige Hoheit und Führung der Reichsbahn behielt. Sein Ehrgeiz lag darin, vor allem den Betrieb der Reichsbahn zu sichern und ihre Position unter allen Umständen zu verteidigen. In der Beurteilung finanzieller und wirtschaftlicher Fragen war er letztlich auf seine Mitarbeiter angewiesen. Er verstand sich eher traditionell als oberster Reichsbahner, der die ihm unterstellten Eisenbahner fürsorglich und paternalistisch betrachtete. Als „des Teufels Generaldirektor“, wie er in einer Veröffentlichung bezeichnet wurde, unterscheidet ihn vom Vorbild dieser Bezeichnung, dem General Harras aus Carl Zuckmayers Drama Des Teufels General, dass von Dorpmüller keine Selbstzweifel über seine Rolle und Funktion im Dritten Reich bekannt geworden sind.
An der zunehmenden Betonung der Rolle Dorpmüllers und der Reichsbahn im Krieg und dem Holocaust gab und gibt es immer wieder Kritik. Besonders die 1996 erschienene Arbeit von Bock und Garrecht verteidigte Dorpmüller vehement und betonte sein Pflichtbewusstsein und die internationale Anerkennung des Eisenbahnfachmanns. In dieser, teilweise von „distanzloser Apologetik“ geprägten Perspektive, die bereits seit den 1950er Jahren von ehemaligen Reichsbahnern eingenommen wurde, werden Dorpmüller und die Reichsbahn vor allem als „von Hitler missbraucht“ beurteilt. Seine Parteimitgliedschaft wurde bis in die 1990er Jahre wiederholt negiert.
Inwieweit Dorpmüller das Schicksal der von der Reichsbahn in den Tod transportierten Juden und anderer Opfer der Verfolgungsmaschinerie des Dritten Reichs berührte oder auch nur interessierte, ist ungewiss, wie auch sonst von ihm gerade aus den Kriegsjahren kaum persönliche Ansichten und Meinungsäußerungen außerhalb offizieller Verlautbarungen und Publikationen bekannt sind. Zwar war er wohl, so die Einschätzung von Gottwaldt, kein Antisemit und setzte er sich wiederholt für ehemalige jüdische Mitarbeiter und andere in Konflikt mit den Nationalsozialisten geratene Menschen ein, es sind aber keine darüber hinaus gehenden Aussagen bekannt. Veröffentlichungen und Aufrufe Dorpmüllers forderten von den Reichsbahnern bis in die letzten Kriegstage Gehorsam gegenüber Hitler, ihre Wortwahl unterschied sich nicht signifikant von vergleichbaren Aufrufen durch Parteigrößen. Angesichts seines Alters wäre ihm der Rücktritt wohl umstandslos bewilligt worden, stattdessen blieb er bis zum Schluss, soweit es die Gesundheit zuließ, in seinen Ämtern. Klaus Hildebrand gesteht Dorpmüller zwar zu, dass er innerhalb seines Amtes nur mehr geringe Handlungsspielräume hatte, kritisiert jedoch, dass er diese ihm verbliebene Handlungsoption des Rücktritts nicht nutzte. Seine fast bruchlose Karriere vom Kaiserreich über die Weimarer Republik steht für viele vergleichbare Laufbahnen, auffallend ist aber, wie sehr Dorpmüller es verstand, sich sowohl mit den demokratischen Regierungen der Weimarer Republik als auch mit der Diktatur Hitlers zu arrangieren, in dieser Kontinuität vielleicht noch mit Otto Meissner zu vergleichen.
Mit seiner Laufbahn steht Julius Dorpmüller prototypisch für viele Techniker und Ingenieure im Dritten Reich, die unter Hintanstellung moralischer Bedenken es als ihre Pflicht ansahen, ihr fachliches Können unter allen Umständen umzusetzen. Dieses Pflichtbewusstsein gerade bei Angehörigen technischer Disziplinen, der Historiker Christopher Kopper beschreibt es am Beispiel Dorpmüllers und führender Reichsbahner als „verengtes Verantwortungsbewusstsein“, und seine Folgen sind in der Geschichtswissenschaft erst spät als Forschungsgebiet erkannt worden. Es mangelt zudem in vielen Fachdisziplinen noch an der Bereitschaft, sich mit der eigenen Geschichte auseinanderzusetzen, Dorpmüller und das Verkehrswesen sind auch hier exemplarisch. „Man machte alles mit und war innerlich manchmal dagegen“, so das Fazit von Gottwaldt.

## Mitgliedschaften, Auszeichnungen und Ehrungen
- Charakter als Baurat mit dem persönlichen Rang der Räte vierter Klasse im Jahr 1910
- Roter Adlerorden 4. Klasse im Jahre 1913[153]
- Dr.-Ing. e. h. der Technischen Hochschule Aachen zu Weihnachten 1925[154]
- Goldene Medaille der Preußischen Akademie für das Bauwesen im Jahre 1934
- Mitglied der Akademie für Deutsches Recht[115]
- Grashof-Denkmünze des Vereins Deutscher Ingenieure (VDI), dessen Mitglied er war, im Jahre 1936[155]
- Mitglied der Reichsarbeitskammer seit 1936
- Mitglied des Preußischen Staatsrats seit 1937
- Karmarsch-Denkmünze der Hochschulgemeinschaft Hannover am 12. November 1938[156]
- Adlerschild des Deutschen Reiches am 24. Juli 1939[157]
- Ehrensenator der Technischen Hochschule Aachen[158] am 24. Juli 1939 anlässlich seines 70. Geburtstags[159]
- Goldenes Parteiabzeichen der NSDAP am 7. Dezember 1940[160]
- Ehrenzeichen Pionier der Arbeit am 1. Mai 1944[109]
- Ritterkreuz des Kriegsverdienstkreuzes mit Schwertern am 24. Juli 1944 (zuvor schon in der Ausführung ohne Schwerter verliehen)[49]
- Fritz-Todt-Ring am 24. Juli 1944 anlässlich seines 75. Geburtstags[161] (es sind nur drei Verleihungen bekannt)

## Schriften (Auswahl)
- Die Reichsbahn als Bauherr. (Vortrag, gehalten auf dem Schinkelfest am 13. März 1926) In: Zentralblatt der Bauverwaltung, 46. Jahrgang 1926, Nr. 13 (vom 31. März 1926), S. 149–153 und Nr. 14 (vom 7. April 1926), S. 161–164.
- Vom Eisenbahnbau in China. In: Archiv für Eisenbahnwesen, Jahrgang 1928, Nr. 51, S. 1097–1140.
- Die wirtschaftliche Lage der Reichsbahn. Rede […] auf einem Empfang am 30. Januar 1929. In: Zentralblatt der Bauverwaltung, 49. Jahrgang 1929, Nr. 10 (vom 6. März 1929), S. 158–161.